# Jaekelopterus
Genre
Espèces de rang inférieur
- † J. rhenaniae (Jaekel, 1914)
- † J. howelli (Kjellesvig-Waering & Størmer, 1952)

Synonymes
Jaekelopterus est un genre fossile de grands euryptérides, un groupe aujourd'hui disparu d'arthropodes aquatiques, dont les fossiles sont connus des gisements datant des étages Praguien et Emsien du Dévonien inférieur. Deux espèces sont connues, J. rhenaniae et J. howelli, qui sont répertoriées respectivement dans les régions de la Rhénanie en Allemagne et du Wyoming aux États-Unis. Le nom générique combine le nom du paléontologue allemand Otto Jaekel, qui a décrit l'espèce type, et le mot en grec ancien πτερόν / ptéron, signifiant « aile ».
Sur la base des restes fossiles isolés d'une grande chélicère découvert dans la formation de Klerf (en) en Allemagne, J. rhenaniae atteindrait une taille d'environ 2,3 à 2,6 m de long. Ces mensurations font de J. rhenaniae le plus grand arthropode jamais découvert, surpassant en taille les euryptérides apparentés Acutiramus et Pterygotus ainsi que le mille-pattes Arthropleura. J. howelli est en revanche de mensurations beaucoup plus réduites, n'atteignant seulement que 80 cm de long.
En apparence générale, Jaekelopterus est similaire aux autres euryptérides de la famille des ptérygotidés, possédant un grand telson étendue, des pinces et des membres antérieurs élargies. Les deux espèces de Jaekelopterus furent d'abord décrites comme appartenant au genre étroitement apparentée Pterygotus, mais ont été déplacées dans un genre distinct sur la base d'une différence observée dans l'appendice génital. Bien que cette caractéristique soit depuis avérée être une erreur d'identification, d'autres traits distinguant le genre de ses parents sont identifiées, notamment un telson de forme triangulaire et une inclinaison différente des denticules des griffes.
Les chélicères et les yeux composés de Jaekelopterus indiquent qu'il était actif et puissant avec une acuité visuelle élevée, étant très probablement un superprédateur des écosystèmes de l'Euramérique lors du Dévonien inférieur. Bien que les euryptérides soient souvent désignés sous le surnom de « scorpions de mers », les strates dans lesquelles les fossiles de Jaekelopterus ont été trouvés suggèrent qu'ils vivaient dans des environnements d'eau douce.

## Historique des recherches

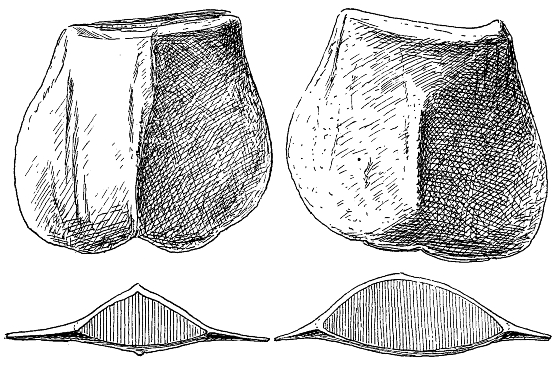
Croquis par Otto Jaekel du prételson holotype de Pterygotus rhenaniae.

Jaekelopterus est initialement décrit comme une espèce de Pterygotus en 1914, sous le nom de P. rhenaniae, par le paléontologue allemand Otto Jaekel sur la base d'un fossile isolé du prételson (le segment précédant directement le telson) qu'il a reçu, découvert à Alken, dans les gisements datant du Dévonien inférieur de Rhénanie en Allemagne. Jaekel considère le prételson comme caractéristique de Pterygotus, les autres éléments découverts différant peu des espèces connues de ce genre, comme P. buffaloensis, et estime la longueur de l'animal à environ 1,5 m, chélicères inclus.
Sur la base de matériaux fossile plus complet, incluant des appendices génitaux, des chélicères et des fragments du métastome découverts par Walter R. Gross (en) près d'Overath, en Allemagne, le paléontologue norvégien Leif Størmer fourni une description plus détaillée de l'espèce en 1936. Størmer interprète les appendices génitaux comme étant segmentés, distincts des autres espèces de Pterygotus.
Le paléontologue britannique Charles D. Waterston érige finalement le genre Jaekelopterus en 1964, pour y accueillir Pterygotus rhenaniae, qu'il considère comme étant suffisamment distinct des autres espèces de Pterygotus pour justifier son propre genre, principalement en raison des appendices abdominaux segmentés arborés par Jaekelopterus, contrairement à ceux de Pterygotus. Waterston diagnose Jaekelopterus comme un ptérygotidé avec des appendices génitaux segmentés, un prosome trapézoïdal, des chélicères étroites et longues avec des dents terminales presque perpendiculaires dans les rameaux et les dents primaires légèrement inclinées vers l'avant, et un telson ayant une épine terminale élargie et une crête dorsale. Le nom générique honore Jaekel, qui à décrit l'espèce, tandis que le suffixe -pterus vient du grec ancien πτερόν / pteron, qui signifie « aile », un terme couramment utilisées chez les euryptérides.
En 1974, Størmer érige une nouvelle famille pour abriter le genre, Jaekelopteridae, en raison des différences alors supposées considérables entre l'appendice génital de Jaekelopterus et d'autres ptérygotidés. Cette caractéristique s'est avérée depuis n'être qu'une mauvaise interprétation de Størmer, l'appendice génital de Jaekelopterus étant en fait non segmenté, comme celui de Pterygotus. La famille Jaekelopteridae est donc par la suite rejetée et est aujourd'hui traitée comme un synonyme de la famille des Pterygotidae.
Une autre espèce de Pterygotus, P. howelli, est nommée par le paléontologue américain Erik Kjellesvig-Waering et Størmer en 1952 d'après un fossile provenant de gisements du Dévonien inférieur de la formation de Beartooth Butte (en), dans le Wyoming, aux États-Unis. L'épithète spécifique rend hommage à Benjamin Howell de l'université Princeton, qui a prêté les spécimens fossiles examinés dans la description à Kjellesvig-Waering et Størmer. Cette espèce est déplacée vers le genre Jaekelopterus en 2007 par le paléontologue norvégien O. Erik Tetlie.

## Description

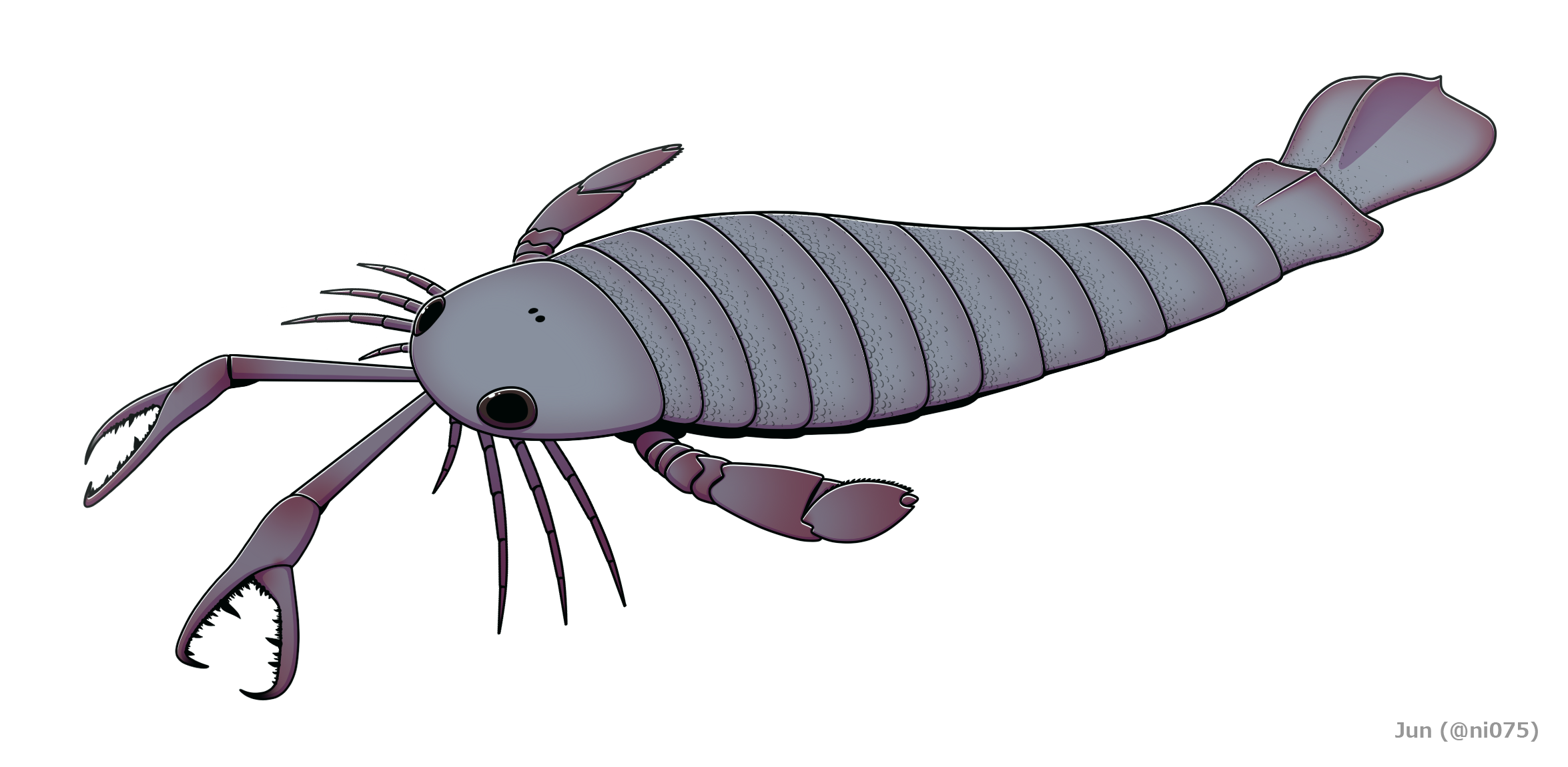
Reconstitution de J. rhenaniae.

Jaekelopterus est le plus grand euryptéride connue et également le plus grand arthropode ayant été identifié à ce jour. Cela est déterminé sur la base d'une chélicère de 36,4 cm de long, découvert à Willwerath, en Allemagne, plus précisément dans la formation de Klerf (en), datant de l'Emsien. Il manque cependant un quart de sa longueur, suggérant que la chélicère complète aurait fait 45,5 cm. Si le rapport entre la longueur du corps et la longueur des chélicères correspond à celui d'autres grands ptérygotidés, tels qu’Acutiramus et Pterygotus, où le rapport entre la taille des griffes et la longueur du corps est relativement cohérent, le spécimen qui possédait les chélicères aurait mesuré entre 2,3 et 2,6 m de long. Avec l'extension des chélicères, un mètre supplémentaire serait ajouté à cette longueur. Cette estimation dépasse de près d'un demi-mètre la taille maximale du corps de tous les autres arthropodes imposants connus, même si les chélicères étendues ne sont pas incluses.

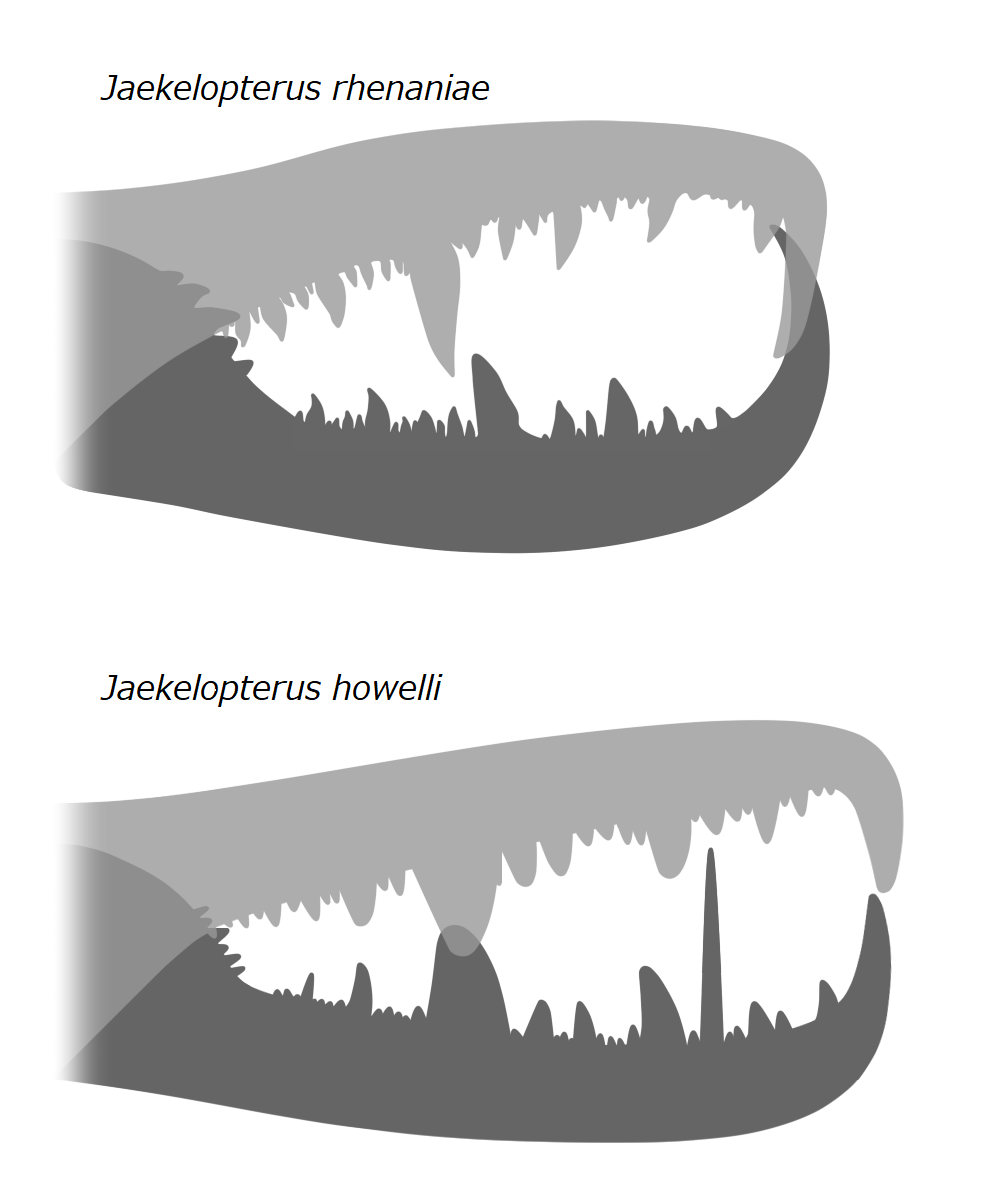
Rameaux chélicéraux des deux espèces connues de Jaekelopterus.

Jaekelopterus est similaire aux autres euryptérides de la famille des ptérygotidés dans sa morphologie globale, se distinguant par son telson triangulaire (le segment le plus postérieur de son corps) et ses denticules principaux inclinés sur ses rameaux chélicéraux (la partie mobile des pinces). Les ptérygotidés, un groupe d'euryptérides hautement dérivés, diffèrent des autres groupes par plusieurs caractéristiques, notamment au niveau des chélicères et du telson. Les chélicères des ptérygotidés sont élargies et robustes, clairement adaptées à la capture active de proies, avec des pinces plus semblables aux griffes de certains crustacés actuels, avec des dents bien développées sur les griffes, par rapport aux chélicères d'autres groupes d'euryptérides. Une autre caractéristique distinguant le groupe des autres euryptérides est leurs telsons aplatis et élargis, probablement utilisés comme gouvernails lors de la nage.
J. howelli, connu à partir de plus de 30 spécimens, a un motif de denticulation sur les chélicères presque identique à celui de J. rhenaniae et préserve également une marge postérieure aplatie du telson, ce qui donne une forme triangulaire, comme chez son taxon frère. Sa marge dentelée du telson et l'allongement massif du deuxième denticule intermédiaire le distingue clairement de J. rhenaniae. De plus, l’appendice génital de type A n’est pas bifurqué à son extrémité. J. howelli est beaucoup plus petit que J. rhenaniae, n'atteignant que 80 cm de long.

## Classification

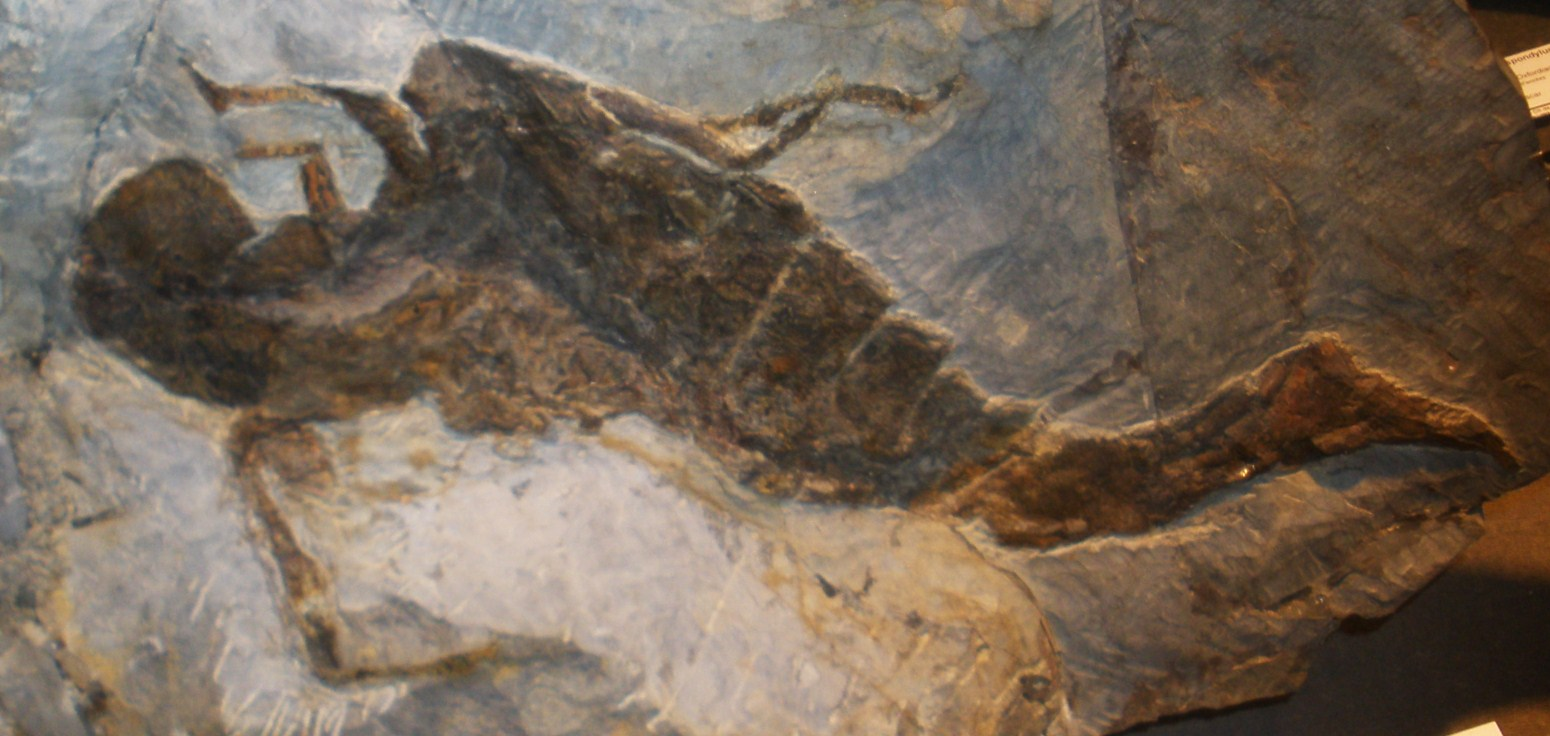
Fossile de J. rhenaniae, exposée au à Munich, en Allemagne.

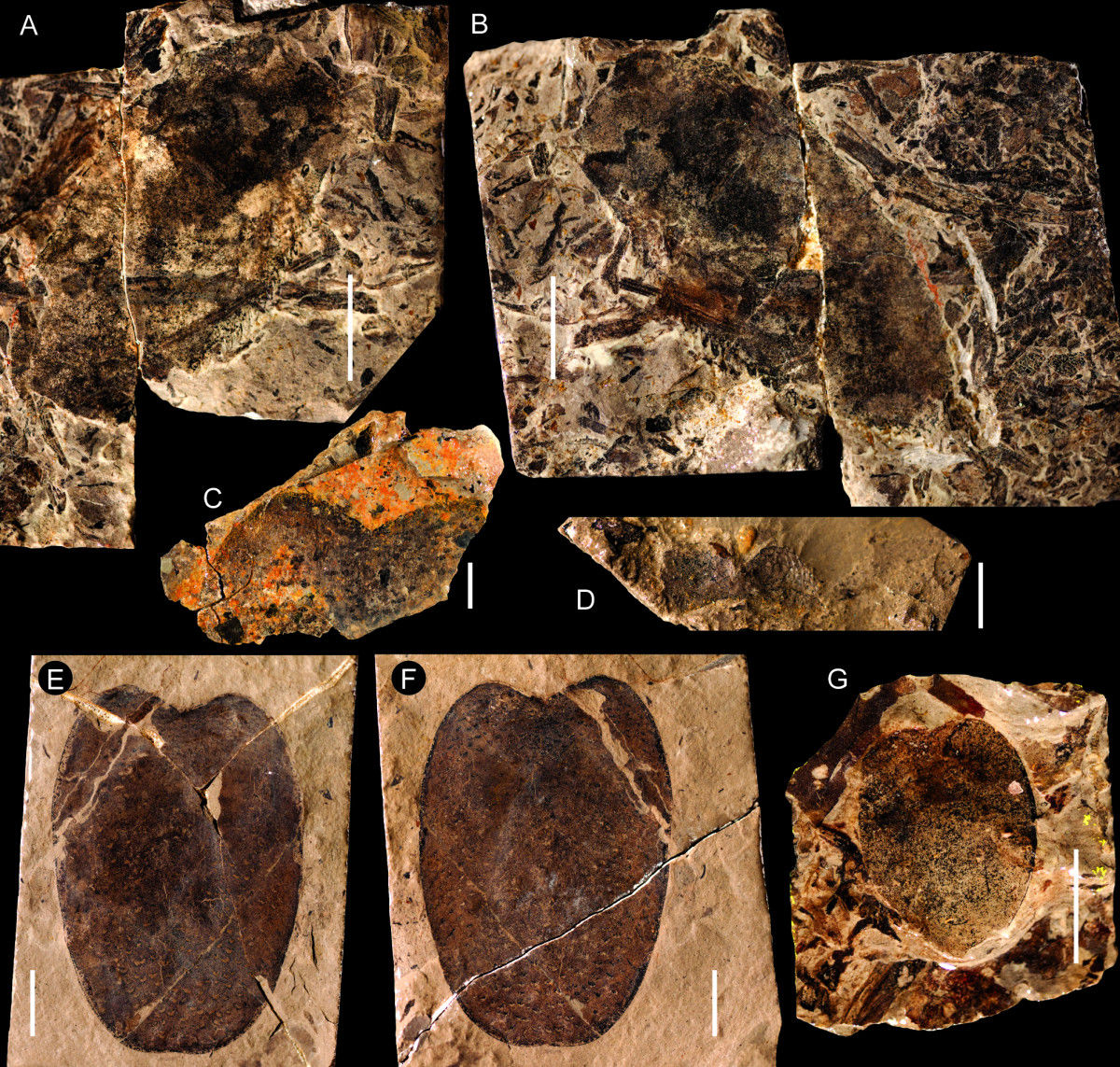
Palette (A et B) et métastomes fossiles (C à G) de J. howelli.

Jaekelopterus est classé dans la famille des Pterygotidae, qui est elle-même classé dans la super-famille des Pterygotioidea,,. Jaekelopterus est similaire à Pterygotus, étant seulement distingué par les caractéristiques de son appendice génital et potentiellement de son telson. Les similitudes étroites entre les deux genres poussent certains chercheurs à se demander si les ptérygotidés sont trop divisés au niveau générique. Sur la base de certaines similitudes au niveau de l'appendice génital, les paléontologues américains James C. Lamsdell et David A. Legg suggèrent en 2010 que Jaekelopterus, Pterygotus et même Acutiramus pourraient incarner les synonymes d'un même genre. Bien que des différences soient notées chez les chélicères, ces structures ont été remises en question comme base des distinctions génériques chez les euryptérides par Waterston en 1964, puisque leur morphologie dépend du mode de vie et varie tout au long de leur ontogenèse. Alors que la morphologie du telson peut être utilisée pour distinguer les genres chez les euryptérides, Lamsdell et Legg notent que le telson triangulaire de Jaekelopterus pourrait encore tomber dans la plage morphologique des telsons en forme de palette présents chez Pterygotus et Acutiramus. Les appendices génitaux peuvent varier même au sein des genres, par exemple, l'appendice génital d’Acutiramus change d'une espèce à l'autre, étant en forme de cuillère chez les espèces antérieures, puis devenant bilobé et commençant finalement à ressembler à l'appendice de Jaekelopterus. Lamsdell et Legg en concluent donc qu'une analyse phylogénétique inclusive avec plusieurs espèces d’Acutiramus, Pterygotus et Jaekelopterus est nécessaire pour déterminer si les genres sont synonymes les uns des autres.
Jaekelopterus avait déjà été classé comme taxon frère basal du reste des Pterygotidae depuis sa description comme genre distinct par Waterston en 1964, en raison de ses appendices génitaux soi-disant segmentés (fusionnés et indivis chez d'autres ptérygotidés), mais une nouvelle étude des spécimens en question révèle que l'appendice génital de Jaekelopterus est également indivis. Le matériel examiné et l'analyse phylogénétique menée par le paléontologue britannique Simon J. Braddy, le paléontologue allemand Markus Poschmann et Tetlie en 2007 révèlent que Jaekelopterus n'est pas un ptérygotidé basal, mais au contraire l'un des taxons les plus dérivés du groupe.
Le cladogramme ci-dessous est basé sur les neuf espèces de ptérygotidés les plus connues et deux taxons classés en dehors du groupe (Slimonia acuminata et Hughmilleria socialis (en)). Le cladogramme contient également les tailles maximales atteintes par les espèces en questions, qui sont suggérées comme étant peut-être un trait évolutif du groupe selon la règle de Cope (« gigantisme phylétique »), :
|  | Erettopterus waylandsmithi (en) (60 cm)                                                                       |
|  | |
|  | Erettopterus osiliensis (en) (90 cm)                                                                          |
|  | |
|  | \| \| Erettopterus serricaudatus (en) (60 cm) \| \| \| \| \| \| Erettopterus bilobus (en) (70 cm) \| \| \| \| |
|  | |
|  | Erettopterus serricaudatus (en) (60 cm)                                                                       |
|  | |
|  | Erettopterus bilobus (en) (70 cm)                                                                             |
|  | |

|  | Erettopterus serricaudatus (en) (60 cm) |
|  |                                         |
|  | Erettopterus bilobus (en) (70 cm)       |
|  |                                         |

|  | Jaekelopterus rhenaniae (250 cm)                                                                     |
|  | |
|  | \| \| Acutiramus macrophthalmus (200 cm) \| \| \| \| \| \| Acutiramus bohemicus (210 cm) \| \| \| \| |
|  | |
|  | Acutiramus macrophthalmus (200 cm)                                                                   |
|  | |
|  | Acutiramus bohemicus (210 cm)                                                                        |
|  | |

|  | Acutiramus macrophthalmus (200 cm) |
|  |                                    |
|  | Acutiramus bohemicus (210 cm)      |
|  |                                    |

|  | Jaekelopterus rhenaniae (250 cm)                                                                     |
|  | |
|  | \| \| Acutiramus macrophthalmus (200 cm) \| \| \| \| \| \| Acutiramus bohemicus (210 cm) \| \| \| \| |
|  | |
|  | Acutiramus macrophthalmus (200 cm)                                                                   |
|  | |
|  | Acutiramus bohemicus (210 cm)                                                                        |
|  | |

|  | Acutiramus macrophthalmus (200 cm) |
|  |                                    |
|  | Acutiramus bohemicus (210 cm)      |
|  |                                    |

|  | Erettopterus waylandsmithi (en) (60 cm)                                                                       |
|  | |
|  | Erettopterus osiliensis (en) (90 cm)                                                                          |
|  | |
|  | \| \| Erettopterus serricaudatus (en) (60 cm) \| \| \| \| \| \| Erettopterus bilobus (en) (70 cm) \| \| \| \| |
|  | |
|  | Erettopterus serricaudatus (en) (60 cm)                                                                       |
|  | |
|  | Erettopterus bilobus (en) (70 cm)                                                                             |
|  | |

|  | Erettopterus serricaudatus (en) (60 cm) |
|  |                                         |
|  | Erettopterus bilobus (en) (70 cm)       |
|  |                                         |

|  | Jaekelopterus rhenaniae (250 cm)                                                                     |
|  | |
|  | \| \| Acutiramus macrophthalmus (200 cm) \| \| \| \| \| \| Acutiramus bohemicus (210 cm) \| \| \| \| |
|  | |
|  | Acutiramus macrophthalmus (200 cm)                                                                   |
|  | |
|  | Acutiramus bohemicus (210 cm)                                                                        |
|  | |

|  | Acutiramus macrophthalmus (200 cm) |
|  |                                    |
|  | Acutiramus bohemicus (210 cm)      |
|  |                                    |

|  | Jaekelopterus rhenaniae (250 cm)                                                                     |
|  | |
|  | \| \| Acutiramus macrophthalmus (200 cm) \| \| \| \| \| \| Acutiramus bohemicus (210 cm) \| \| \| \| |
|  | |
|  | Acutiramus macrophthalmus (200 cm)                                                                   |
|  | |
|  | Acutiramus bohemicus (210 cm)                                                                        |
|  | |

|  | Acutiramus macrophthalmus (200 cm) |
|  |                                    |
|  | Acutiramus bohemicus (210 cm)      |
|  |                                    |

|  | Erettopterus waylandsmithi (en) (60 cm)                                                                       |
|  | |
|  | Erettopterus osiliensis (en) (90 cm)                                                                          |
|  | |
|  | \| \| Erettopterus serricaudatus (en) (60 cm) \| \| \| \| \| \| Erettopterus bilobus (en) (70 cm) \| \| \| \| |
|  | |
|  | Erettopterus serricaudatus (en) (60 cm)                                                                       |
|  | |
|  | Erettopterus bilobus (en) (70 cm)                                                                             |
|  | |

|  | Erettopterus serricaudatus (en) (60 cm) |
|  |                                         |
|  | Erettopterus bilobus (en) (70 cm)       |
|  |                                         |

|  | Jaekelopterus rhenaniae (250 cm)                                                                     |
|  | |
|  | \| \| Acutiramus macrophthalmus (200 cm) \| \| \| \| \| \| Acutiramus bohemicus (210 cm) \| \| \| \| |
|  | |
|  | Acutiramus macrophthalmus (200 cm)                                                                   |
|  | |
|  | Acutiramus bohemicus (210 cm)                                                                        |
|  | |

|  | Acutiramus macrophthalmus (200 cm) |
|  |                                    |
|  | Acutiramus bohemicus (210 cm)      |
|  |                                    |

|  | Jaekelopterus rhenaniae (250 cm)                                                                     |
|  | |
|  | \| \| Acutiramus macrophthalmus (200 cm) \| \| \| \| \| \| Acutiramus bohemicus (210 cm) \| \| \| \| |
|  | |
|  | Acutiramus macrophthalmus (200 cm)                                                                   |
|  | |
|  | Acutiramus bohemicus (210 cm)                                                                        |
|  | |

|  | Acutiramus macrophthalmus (200 cm) |
|  |                                    |
|  | Acutiramus bohemicus (210 cm)      |
|  |                                    |

|  | Erettopterus waylandsmithi (en) (60 cm)                                                                       |
|  | |
|  | Erettopterus osiliensis (en) (90 cm)                                                                          |
|  | |
|  | \| \| Erettopterus serricaudatus (en) (60 cm) \| \| \| \| \| \| Erettopterus bilobus (en) (70 cm) \| \| \| \| |
|  | |
|  | Erettopterus serricaudatus (en) (60 cm)                                                                       |
|  | |
|  | Erettopterus bilobus (en) (70 cm)                                                                             |
|  | |

|  | Erettopterus serricaudatus (en) (60 cm) |
|  |                                         |
|  | Erettopterus bilobus (en) (70 cm)       |
|  |                                         |

|  | Jaekelopterus rhenaniae (250 cm)                                                                     |
|  | |
|  | \| \| Acutiramus macrophthalmus (200 cm) \| \| \| \| \| \| Acutiramus bohemicus (210 cm) \| \| \| \| |
|  | |
|  | Acutiramus macrophthalmus (200 cm)                                                                   |
|  | |
|  | Acutiramus bohemicus (210 cm)                                                                        |
|  | |

|  | Acutiramus macrophthalmus (200 cm) |
|  |                                    |
|  | Acutiramus bohemicus (210 cm)      |
|  |                                    |

|  | Jaekelopterus rhenaniae (250 cm)                                                                     |
|  | |
|  | \| \| Acutiramus macrophthalmus (200 cm) \| \| \| \| \| \| Acutiramus bohemicus (210 cm) \| \| \| \| |
|  | |
|  | Acutiramus macrophthalmus (200 cm)                                                                   |
|  | |
|  | Acutiramus bohemicus (210 cm)                                                                        |
|  | |

|  | Acutiramus macrophthalmus (200 cm) |
|  |                                    |
|  | Acutiramus bohemicus (210 cm)      |
|  |                                    |

|  | Erettopterus waylandsmithi (en) (60 cm)                                                                       |
|  | |
|  | Erettopterus osiliensis (en) (90 cm)                                                                          |
|  | |
|  | \| \| Erettopterus serricaudatus (en) (60 cm) \| \| \| \| \| \| Erettopterus bilobus (en) (70 cm) \| \| \| \| |
|  | |
|  | Erettopterus serricaudatus (en) (60 cm)                                                                       |
|  | |
|  | Erettopterus bilobus (en) (70 cm)                                                                             |
|  | |

|  | Erettopterus serricaudatus (en) (60 cm) |
|  |                                         |
|  | Erettopterus bilobus (en) (70 cm)       |
|  |                                         |

|  | Jaekelopterus rhenaniae (250 cm)                                                                     |
|  | |
|  | \| \| Acutiramus macrophthalmus (200 cm) \| \| \| \| \| \| Acutiramus bohemicus (210 cm) \| \| \| \| |
|  | |
|  | Acutiramus macrophthalmus (200 cm)                                                                   |
|  | |
|  | Acutiramus bohemicus (210 cm)                                                                        |
|  | |

|  | Acutiramus macrophthalmus (200 cm) |
|  |                                    |
|  | Acutiramus bohemicus (210 cm)      |
|  |                                    |

|  | Jaekelopterus rhenaniae (250 cm)                                                                     |
|  | |
|  | \| \| Acutiramus macrophthalmus (200 cm) \| \| \| \| \| \| Acutiramus bohemicus (210 cm) \| \| \| \| |
|  | |
|  | Acutiramus macrophthalmus (200 cm)                                                                   |
|  | |
|  | Acutiramus bohemicus (210 cm)                                                                        |
|  | |

|  | Acutiramus macrophthalmus (200 cm) |
|  |                                    |
|  | Acutiramus bohemicus (210 cm)      |
|  |                                    |

|  | Erettopterus waylandsmithi (en) (60 cm)                                                                       |
|  | |
|  | Erettopterus osiliensis (en) (90 cm)                                                                          |
|  | |
|  | \| \| Erettopterus serricaudatus (en) (60 cm) \| \| \| \| \| \| Erettopterus bilobus (en) (70 cm) \| \| \| \| |
|  | |
|  | Erettopterus serricaudatus (en) (60 cm)                                                                       |
|  | |
|  | Erettopterus bilobus (en) (70 cm)                                                                             |
|  | |

|  | Erettopterus serricaudatus (en) (60 cm) |
|  |                                         |
|  | Erettopterus bilobus (en) (70 cm)       |
|  |                                         |

|  | Jaekelopterus rhenaniae (250 cm)                                                                     |
|  | |
|  | \| \| Acutiramus macrophthalmus (200 cm) \| \| \| \| \| \| Acutiramus bohemicus (210 cm) \| \| \| \| |
|  | |
|  | Acutiramus macrophthalmus (200 cm)                                                                   |
|  | |
|  | Acutiramus bohemicus (210 cm)                                                                        |
|  | |

|  | Acutiramus macrophthalmus (200 cm) |
|  |                                    |
|  | Acutiramus bohemicus (210 cm)      |
|  |                                    |

|  | Jaekelopterus rhenaniae (250 cm)                                                                     |
|  | |
|  | \| \| Acutiramus macrophthalmus (200 cm) \| \| \| \| \| \| Acutiramus bohemicus (210 cm) \| \| \| \| |
|  | |
|  | Acutiramus macrophthalmus (200 cm)                                                                   |
|  | |
|  | Acutiramus bohemicus (210 cm)                                                                        |
|  | |

|  | Acutiramus macrophthalmus (200 cm) |
|  |                                    |
|  | Acutiramus bohemicus (210 cm)      |
|  |                                    |

|  | Erettopterus waylandsmithi (en) (60 cm)                                                                       |
|  | |
|  | Erettopterus osiliensis (en) (90 cm)                                                                          |
|  | |
|  | \| \| Erettopterus serricaudatus (en) (60 cm) \| \| \| \| \| \| Erettopterus bilobus (en) (70 cm) \| \| \| \| |
|  | |
|  | Erettopterus serricaudatus (en) (60 cm)                                                                       |
|  | |
|  | Erettopterus bilobus (en) (70 cm)                                                                             |
|  | |

|  | Erettopterus serricaudatus (en) (60 cm) |
|  |                                         |
|  | Erettopterus bilobus (en) (70 cm)       |
|  |                                         |

|  | Jaekelopterus rhenaniae (250 cm)                                                                     |
|  | |
|  | \| \| Acutiramus macrophthalmus (200 cm) \| \| \| \| \| \| Acutiramus bohemicus (210 cm) \| \| \| \| |
|  | |
|  | Acutiramus macrophthalmus (200 cm)                                                                   |
|  | |
|  | Acutiramus bohemicus (210 cm)                                                                        |
|  | |

|  | Acutiramus macrophthalmus (200 cm) |
|  |                                    |
|  | Acutiramus bohemicus (210 cm)      |
|  |                                    |

|  | Jaekelopterus rhenaniae (250 cm)                                                                     |
|  | |
|  | \| \| Acutiramus macrophthalmus (200 cm) \| \| \| \| \| \| Acutiramus bohemicus (210 cm) \| \| \| \| |
|  | |
|  | Acutiramus macrophthalmus (200 cm)                                                                   |
|  | |
|  | Acutiramus bohemicus (210 cm)                                                                        |
|  | |

|  | Acutiramus macrophthalmus (200 cm) |
|  |                                    |
|  | Acutiramus bohemicus (210 cm)      |
|  |                                    |

|  | Erettopterus waylandsmithi (en) (60 cm)                                                                       |
|  | |
|  | Erettopterus osiliensis (en) (90 cm)                                                                          |
|  | |
|  | \| \| Erettopterus serricaudatus (en) (60 cm) \| \| \| \| \| \| Erettopterus bilobus (en) (70 cm) \| \| \| \| |
|  | |
|  | Erettopterus serricaudatus (en) (60 cm)                                                                       |
|  | |
|  | Erettopterus bilobus (en) (70 cm)                                                                             |
|  | |

|  | Erettopterus serricaudatus (en) (60 cm) |
|  |                                         |
|  | Erettopterus bilobus (en) (70 cm)       |
|  |                                         |

|  | Jaekelopterus rhenaniae (250 cm)                                                                     |
|  | |
|  | \| \| Acutiramus macrophthalmus (200 cm) \| \| \| \| \| \| Acutiramus bohemicus (210 cm) \| \| \| \| |
|  | |
|  | Acutiramus macrophthalmus (200 cm)                                                                   |
|  | |
|  | Acutiramus bohemicus (210 cm)                                                                        |
|  | |

|  | Acutiramus macrophthalmus (200 cm) |
|  |                                    |
|  | Acutiramus bohemicus (210 cm)      |
|  |                                    |

|  | Jaekelopterus rhenaniae (250 cm)                                                                     |
|  | |
|  | \| \| Acutiramus macrophthalmus (200 cm) \| \| \| \| \| \| Acutiramus bohemicus (210 cm) \| \| \| \| |
|  | |
|  | Acutiramus macrophthalmus (200 cm)                                                                   |
|  | |
|  | Acutiramus bohemicus (210 cm)                                                                        |
|  | |

|  | Acutiramus macrophthalmus (200 cm) |
|  |                                    |
|  | Acutiramus bohemicus (210 cm)      |
|  |                                    |

|  | Erettopterus waylandsmithi (en) (60 cm)                                                                       |
|  | |
|  | Erettopterus osiliensis (en) (90 cm)                                                                          |
|  | |
|  | \| \| Erettopterus serricaudatus (en) (60 cm) \| \| \| \| \| \| Erettopterus bilobus (en) (70 cm) \| \| \| \| |
|  | |
|  | Erettopterus serricaudatus (en) (60 cm)                                                                       |
|  | |
|  | Erettopterus bilobus (en) (70 cm)                                                                             |
|  | |

|  | Erettopterus serricaudatus (en) (60 cm) |
|  |                                         |
|  | Erettopterus bilobus (en) (70 cm)       |
|  |                                         |

|  | Jaekelopterus rhenaniae (250 cm)                                                                     |
|  | |
|  | \| \| Acutiramus macrophthalmus (200 cm) \| \| \| \| \| \| Acutiramus bohemicus (210 cm) \| \| \| \| |
|  | |
|  | Acutiramus macrophthalmus (200 cm)                                                                   |
|  | |
|  | Acutiramus bohemicus (210 cm)                                                                        |
|  | |

|  | Acutiramus macrophthalmus (200 cm) |
|  |                                    |
|  | Acutiramus bohemicus (210 cm)      |
|  |                                    |

|  | Jaekelopterus rhenaniae (250 cm)                                                                     |
|  | |
|  | \| \| Acutiramus macrophthalmus (200 cm) \| \| \| \| \| \| Acutiramus bohemicus (210 cm) \| \| \| \| |
|  | |
|  | Acutiramus macrophthalmus (200 cm)                                                                   |
|  | |
|  | Acutiramus bohemicus (210 cm)                                                                        |
|  | |

|  | Acutiramus macrophthalmus (200 cm) |
|  |                                    |
|  | Acutiramus bohemicus (210 cm)      |
|  |                                    |

|  | Erettopterus waylandsmithi (en) (60 cm)                                                                       |
|  | |
|  | Erettopterus osiliensis (en) (90 cm)                                                                          |
|  | |
|  | \| \| Erettopterus serricaudatus (en) (60 cm) \| \| \| \| \| \| Erettopterus bilobus (en) (70 cm) \| \| \| \| |
|  | |
|  | Erettopterus serricaudatus (en) (60 cm)                                                                       |
|  | |
|  | Erettopterus bilobus (en) (70 cm)                                                                             |
|  | |

|  | Erettopterus serricaudatus (en) (60 cm) |
|  |                                         |
|  | Erettopterus bilobus (en) (70 cm)       |
|  |                                         |

|  | Jaekelopterus rhenaniae (250 cm)                                                                     |
|  | |
|  | \| \| Acutiramus macrophthalmus (200 cm) \| \| \| \| \| \| Acutiramus bohemicus (210 cm) \| \| \| \| |
|  | |
|  | Acutiramus macrophthalmus (200 cm)                                                                   |
|  | |
|  | Acutiramus bohemicus (210 cm)                                                                        |
|  | |

|  | Acutiramus macrophthalmus (200 cm) |
|  |                                    |
|  | Acutiramus bohemicus (210 cm)      |
|  |                                    |

|  | Jaekelopterus rhenaniae (250 cm)                                                                     |
|  | |
|  | \| \| Acutiramus macrophthalmus (200 cm) \| \| \| \| \| \| Acutiramus bohemicus (210 cm) \| \| \| \| |
|  | |
|  | Acutiramus macrophthalmus (200 cm)                                                                   |
|  | |
|  | Acutiramus bohemicus (210 cm)                                                                        |
|  | |

|  | Acutiramus macrophthalmus (200 cm) |
|  |                                    |
|  | Acutiramus bohemicus (210 cm)      |
|  |                                    |

|  | Erettopterus waylandsmithi (en) (60 cm)                                                                       |
|  | |
|  | Erettopterus osiliensis (en) (90 cm)                                                                          |
|  | |
|  | \| \| Erettopterus serricaudatus (en) (60 cm) \| \| \| \| \| \| Erettopterus bilobus (en) (70 cm) \| \| \| \| |
|  | |
|  | Erettopterus serricaudatus (en) (60 cm)                                                                       |
|  | |
|  | Erettopterus bilobus (en) (70 cm)                                                                             |
|  | |

|  | Erettopterus serricaudatus (en) (60 cm) |
|  |                                         |
|  | Erettopterus bilobus (en) (70 cm)       |
|  |                                         |

|  | Jaekelopterus rhenaniae (250 cm)                                                                     |
|  | |
|  | \| \| Acutiramus macrophthalmus (200 cm) \| \| \| \| \| \| Acutiramus bohemicus (210 cm) \| \| \| \| |
|  | |
|  | Acutiramus macrophthalmus (200 cm)                                                                   |
|  | |
|  | Acutiramus bohemicus (210 cm)                                                                        |
|  | |

|  | Acutiramus macrophthalmus (200 cm) |
|  |                                    |
|  | Acutiramus bohemicus (210 cm)      |
|  |                                    |

|  | Jaekelopterus rhenaniae (250 cm)                                                                     |
|  | |
|  | \| \| Acutiramus macrophthalmus (200 cm) \| \| \| \| \| \| Acutiramus bohemicus (210 cm) \| \| \| \| |
|  | |
|  | Acutiramus macrophthalmus (200 cm)                                                                   |
|  | |
|  | Acutiramus bohemicus (210 cm)                                                                        |
|  | |

|  | Acutiramus macrophthalmus (200 cm) |
|  |                                    |
|  | Acutiramus bohemicus (210 cm)      |
|  |                                    |

|  | Erettopterus waylandsmithi (en) (60 cm)                                                                       |
|  | |
|  | Erettopterus osiliensis (en) (90 cm)                                                                          |
|  | |
|  | \| \| Erettopterus serricaudatus (en) (60 cm) \| \| \| \| \| \| Erettopterus bilobus (en) (70 cm) \| \| \| \| |
|  | |
|  | Erettopterus serricaudatus (en) (60 cm)                                                                       |
|  | |
|  | Erettopterus bilobus (en) (70 cm)                                                                             |
|  | |

|  | Erettopterus serricaudatus (en) (60 cm) |
|  |                                         |
|  | Erettopterus bilobus (en) (70 cm)       |
|  |                                         |

|  | Jaekelopterus rhenaniae (250 cm)                                                                     |
|  | |
|  | \| \| Acutiramus macrophthalmus (200 cm) \| \| \| \| \| \| Acutiramus bohemicus (210 cm) \| \| \| \| |
|  | |
|  | Acutiramus macrophthalmus (200 cm)                                                                   |
|  | |
|  | Acutiramus bohemicus (210 cm)                                                                        |
|  | |

|  | Acutiramus macrophthalmus (200 cm) |
|  |                                    |
|  | Acutiramus bohemicus (210 cm)      |
|  |                                    |

|  | Jaekelopterus rhenaniae (250 cm)                                                                     |
|  | |
|  | \| \| Acutiramus macrophthalmus (200 cm) \| \| \| \| \| \| Acutiramus bohemicus (210 cm) \| \| \| \| |
|  | |
|  | Acutiramus macrophthalmus (200 cm)                                                                   |
|  | |
|  | Acutiramus bohemicus (210 cm)                                                                        |
|  | |

|  | Acutiramus macrophthalmus (200 cm) |
|  |                                    |
|  | Acutiramus bohemicus (210 cm)      |
|  |                                    |

|  | Erettopterus waylandsmithi (en) (60 cm)                                                                       |
|  | |
|  | Erettopterus osiliensis (en) (90 cm)                                                                          |
|  | |
|  | \| \| Erettopterus serricaudatus (en) (60 cm) \| \| \| \| \| \| Erettopterus bilobus (en) (70 cm) \| \| \| \| |
|  | |
|  | Erettopterus serricaudatus (en) (60 cm)                                                                       |
|  | |
|  | Erettopterus bilobus (en) (70 cm)                                                                             |
|  | |

|  | Erettopterus serricaudatus (en) (60 cm) |
|  |                                         |
|  | Erettopterus bilobus (en) (70 cm)       |
|  |                                         |

|  | Jaekelopterus rhenaniae (250 cm)                                                                     |
|  | |
|  | \| \| Acutiramus macrophthalmus (200 cm) \| \| \| \| \| \| Acutiramus bohemicus (210 cm) \| \| \| \| |
|  | |
|  | Acutiramus macrophthalmus (200 cm)                                                                   |
|  | |
|  | Acutiramus bohemicus (210 cm)                                                                        |
|  | |

|  | Acutiramus macrophthalmus (200 cm) |
|  |                                    |
|  | Acutiramus bohemicus (210 cm)      |
|  |                                    |

|  | Jaekelopterus rhenaniae (250 cm)                                                                     |
|  | |
|  | \| \| Acutiramus macrophthalmus (200 cm) \| \| \| \| \| \| Acutiramus bohemicus (210 cm) \| \| \| \| |
|  | |
|  | Acutiramus macrophthalmus (200 cm)                                                                   |
|  | |
|  | Acutiramus bohemicus (210 cm)                                                                        |
|  | |

|  | Acutiramus macrophthalmus (200 cm) |
|  |                                    |
|  | Acutiramus bohemicus (210 cm)      |
|  |                                    |

|  | Erettopterus waylandsmithi (en) (60 cm)                                                                       |
|  | |
|  | Erettopterus osiliensis (en) (90 cm)                                                                          |
|  | |
|  | \| \| Erettopterus serricaudatus (en) (60 cm) \| \| \| \| \| \| Erettopterus bilobus (en) (70 cm) \| \| \| \| |
|  | |
|  | Erettopterus serricaudatus (en) (60 cm)                                                                       |
|  | |
|  | Erettopterus bilobus (en) (70 cm)                                                                             |
|  | |

|  | Erettopterus serricaudatus (en) (60 cm) |
|  |                                         |
|  | Erettopterus bilobus (en) (70 cm)       |
|  |                                         |

|  | Jaekelopterus rhenaniae (250 cm)                                                                     |
|  | |
|  | \| \| Acutiramus macrophthalmus (200 cm) \| \| \| \| \| \| Acutiramus bohemicus (210 cm) \| \| \| \| |
|  | |
|  | Acutiramus macrophthalmus (200 cm)                                                                   |
|  | |
|  | Acutiramus bohemicus (210 cm)                                                                        |
|  | |

|  | Acutiramus macrophthalmus (200 cm) |
|  |                                    |
|  | Acutiramus bohemicus (210 cm)      |
|  |                                    |

|  | Jaekelopterus rhenaniae (250 cm)                                                                     |
|  | |
|  | \| \| Acutiramus macrophthalmus (200 cm) \| \| \| \| \| \| Acutiramus bohemicus (210 cm) \| \| \| \| |
|  | |
|  | Acutiramus macrophthalmus (200 cm)                                                                   |
|  | |
|  | Acutiramus bohemicus (210 cm)                                                                        |
|  | |

|  | Acutiramus macrophthalmus (200 cm) |
|  |                                    |
|  | Acutiramus bohemicus (210 cm)      |
|  |                                    |

|  | Erettopterus waylandsmithi (en) (60 cm)                                                                       |
|  | |
|  | Erettopterus osiliensis (en) (90 cm)                                                                          |
|  | |
|  | \| \| Erettopterus serricaudatus (en) (60 cm) \| \| \| \| \| \| Erettopterus bilobus (en) (70 cm) \| \| \| \| |
|  | |
|  | Erettopterus serricaudatus (en) (60 cm)                                                                       |
|  | |
|  | Erettopterus bilobus (en) (70 cm)                                                                             |
|  | |

|  | Erettopterus serricaudatus (en) (60 cm) |
|  |                                         |
|  | Erettopterus bilobus (en) (70 cm)       |
|  |                                         |

|  | Jaekelopterus rhenaniae (250 cm)                                                                     |
|  | |
|  | \| \| Acutiramus macrophthalmus (200 cm) \| \| \| \| \| \| Acutiramus bohemicus (210 cm) \| \| \| \| |
|  | |
|  | Acutiramus macrophthalmus (200 cm)                                                                   |
|  | |
|  | Acutiramus bohemicus (210 cm)                                                                        |
|  | |

|  | Acutiramus macrophthalmus (200 cm) |
|  |                                    |
|  | Acutiramus bohemicus (210 cm)      |
|  |                                    |

|  | Jaekelopterus rhenaniae (250 cm)                                                                     |
|  | |
|  | \| \| Acutiramus macrophthalmus (200 cm) \| \| \| \| \| \| Acutiramus bohemicus (210 cm) \| \| \| \| |
|  | |
|  | Acutiramus macrophthalmus (200 cm)                                                                   |
|  | |
|  | Acutiramus bohemicus (210 cm)                                                                        |
|  | |

|  | Acutiramus macrophthalmus (200 cm) |
|  |                                    |
|  | Acutiramus bohemicus (210 cm)      |
|  |                                    |

|  | Erettopterus waylandsmithi (en) (60 cm)                                                                       |
|  | |
|  | Erettopterus osiliensis (en) (90 cm)                                                                          |
|  | |
|  | \| \| Erettopterus serricaudatus (en) (60 cm) \| \| \| \| \| \| Erettopterus bilobus (en) (70 cm) \| \| \| \| |
|  | |
|  | Erettopterus serricaudatus (en) (60 cm)                                                                       |
|  | |
|  | Erettopterus bilobus (en) (70 cm)                                                                             |
|  | |

|  | Erettopterus serricaudatus (en) (60 cm) |
|  |                                         |
|  | Erettopterus bilobus (en) (70 cm)       |
|  |                                         |

|  | Jaekelopterus rhenaniae (250 cm)                                                                     |
|  | |
|  | \| \| Acutiramus macrophthalmus (200 cm) \| \| \| \| \| \| Acutiramus bohemicus (210 cm) \| \| \| \| |
|  | |
|  | Acutiramus macrophthalmus (200 cm)                                                                   |
|  | |
|  | Acutiramus bohemicus (210 cm)                                                                        |
|  | |

|  | Acutiramus macrophthalmus (200 cm) |
|  |                                    |
|  | Acutiramus bohemicus (210 cm)      |
|  |                                    |

|  | Jaekelopterus rhenaniae (250 cm)                                                                     |
|  | |
|  | \| \| Acutiramus macrophthalmus (200 cm) \| \| \| \| \| \| Acutiramus bohemicus (210 cm) \| \| \| \| |
|  | |
|  | Acutiramus macrophthalmus (200 cm)                                                                   |
|  | |
|  | Acutiramus bohemicus (210 cm)                                                                        |
|  | |

|  | Acutiramus macrophthalmus (200 cm) |
|  |                                    |
|  | Acutiramus bohemicus (210 cm)      |
|  |                                    |

|  | Erettopterus waylandsmithi (en) (60 cm)                                                                       |
|  | |
|  | Erettopterus osiliensis (en) (90 cm)                                                                          |
|  | |
|  | \| \| Erettopterus serricaudatus (en) (60 cm) \| \| \| \| \| \| Erettopterus bilobus (en) (70 cm) \| \| \| \| |
|  | |
|  | Erettopterus serricaudatus (en) (60 cm)                                                                       |
|  | |
|  | Erettopterus bilobus (en) (70 cm)                                                                             |
|  | |

|  | Erettopterus serricaudatus (en) (60 cm) |
|  |                                         |
|  | Erettopterus bilobus (en) (70 cm)       |
|  |                                         |

|  | Jaekelopterus rhenaniae (250 cm)                                                                     |
|  | |
|  | \| \| Acutiramus macrophthalmus (200 cm) \| \| \| \| \| \| Acutiramus bohemicus (210 cm) \| \| \| \| |
|  | |
|  | Acutiramus macrophthalmus (200 cm)                                                                   |
|  | |
|  | Acutiramus bohemicus (210 cm)                                                                        |
|  | |

|  | Acutiramus macrophthalmus (200 cm) |
|  |                                    |
|  | Acutiramus bohemicus (210 cm)      |
|  |                                    |

|  | Jaekelopterus rhenaniae (250 cm)                                                                     |
|  | |
|  | \| \| Acutiramus macrophthalmus (200 cm) \| \| \| \| \| \| Acutiramus bohemicus (210 cm) \| \| \| \| |
|  | |
|  | Acutiramus macrophthalmus (200 cm)                                                                   |
|  | |
|  | Acutiramus bohemicus (210 cm)                                                                        |
|  | |

|  | Acutiramus macrophthalmus (200 cm) |
|  |                                    |
|  | Acutiramus bohemicus (210 cm)      |
|  |                                    |

|  | Erettopterus waylandsmithi (en) (60 cm)                                                                       |
|  | |
|  | Erettopterus osiliensis (en) (90 cm)                                                                          |
|  | |
|  | \| \| Erettopterus serricaudatus (en) (60 cm) \| \| \| \| \| \| Erettopterus bilobus (en) (70 cm) \| \| \| \| |
|  | |
|  | Erettopterus serricaudatus (en) (60 cm)                                                                       |
|  | |
|  | Erettopterus bilobus (en) (70 cm)                                                                             |
|  | |

|  | Erettopterus serricaudatus (en) (60 cm) |
|  |                                         |
|  | Erettopterus bilobus (en) (70 cm)       |
|  |                                         |

|  | Jaekelopterus rhenaniae (250 cm)                                                                     |
|  | |
|  | \| \| Acutiramus macrophthalmus (200 cm) \| \| \| \| \| \| Acutiramus bohemicus (210 cm) \| \| \| \| |
|  | |
|  | Acutiramus macrophthalmus (200 cm)                                                                   |
|  | |
|  | Acutiramus bohemicus (210 cm)                                                                        |
|  | |

|  | Acutiramus macrophthalmus (200 cm) |
|  |                                    |
|  | Acutiramus bohemicus (210 cm)      |
|  |                                    |

|  | Jaekelopterus rhenaniae (250 cm)                                                                     |
|  | |
|  | \| \| Acutiramus macrophthalmus (200 cm) \| \| \| \| \| \| Acutiramus bohemicus (210 cm) \| \| \| \| |
|  | |
|  | Acutiramus macrophthalmus (200 cm)                                                                   |
|  | |
|  | Acutiramus bohemicus (210 cm)                                                                        |
|  | |

|  | Acutiramus macrophthalmus (200 cm) |
|  |                                    |
|  | Acutiramus bohemicus (210 cm)      |
|  |                                    |

|  | Erettopterus waylandsmithi (en) (60 cm)                                                                       |
|  | |
|  | Erettopterus osiliensis (en) (90 cm)                                                                          |
|  | |
|  | \| \| Erettopterus serricaudatus (en) (60 cm) \| \| \| \| \| \| Erettopterus bilobus (en) (70 cm) \| \| \| \| |
|  | |
|  | Erettopterus serricaudatus (en) (60 cm)                                                                       |
|  | |
|  | Erettopterus bilobus (en) (70 cm)                                                                             |
|  | |

|  | Erettopterus serricaudatus (en) (60 cm) |
|  |                                         |
|  | Erettopterus bilobus (en) (70 cm)       |
|  |                                         |

|  | Jaekelopterus rhenaniae (250 cm)                                                                     |
|  | |
|  | \| \| Acutiramus macrophthalmus (200 cm) \| \| \| \| \| \| Acutiramus bohemicus (210 cm) \| \| \| \| |
|  | |
|  | Acutiramus macrophthalmus (200 cm)                                                                   |
|  | |
|  | Acutiramus bohemicus (210 cm)                                                                        |
|  | |

|  | Acutiramus macrophthalmus (200 cm) |
|  |                                    |
|  | Acutiramus bohemicus (210 cm)      |
|  |                                    |

|  | Jaekelopterus rhenaniae (250 cm)                                                                     |
|  | |
|  | \| \| Acutiramus macrophthalmus (200 cm) \| \| \| \| \| \| Acutiramus bohemicus (210 cm) \| \| \| \| |
|  | |
|  | Acutiramus macrophthalmus (200 cm)                                                                   |
|  | |
|  | Acutiramus bohemicus (210 cm)                                                                        |
|  | |

|  | Acutiramus macrophthalmus (200 cm) |
|  |                                    |
|  | Acutiramus bohemicus (210 cm)      |
|  |                                    |

|  | Erettopterus waylandsmithi (en) (60 cm)                                                                       |
|  | |
|  | Erettopterus osiliensis (en) (90 cm)                                                                          |
|  | |
|  | \| \| Erettopterus serricaudatus (en) (60 cm) \| \| \| \| \| \| Erettopterus bilobus (en) (70 cm) \| \| \| \| |
|  | |
|  | Erettopterus serricaudatus (en) (60 cm)                                                                       |
|  | |
|  | Erettopterus bilobus (en) (70 cm)                                                                             |
|  | |

|  | Erettopterus serricaudatus (en) (60 cm) |
|  |                                         |
|  | Erettopterus bilobus (en) (70 cm)       |
|  |                                         |

|  | Jaekelopterus rhenaniae (250 cm)                                                                     |
|  | |
|  | \| \| Acutiramus macrophthalmus (200 cm) \| \| \| \| \| \| Acutiramus bohemicus (210 cm) \| \| \| \| |
|  | |
|  | Acutiramus macrophthalmus (200 cm)                                                                   |
|  | |
|  | Acutiramus bohemicus (210 cm)                                                                        |
|  | |

|  | Acutiramus macrophthalmus (200 cm) |
|  |                                    |
|  | Acutiramus bohemicus (210 cm)      |
|  |                                    |

|  | Jaekelopterus rhenaniae (250 cm)                                                                     |
|  | |
|  | \| \| Acutiramus macrophthalmus (200 cm) \| \| \| \| \| \| Acutiramus bohemicus (210 cm) \| \| \| \| |
|  | |
|  | Acutiramus macrophthalmus (200 cm)                                                                   |
|  | |
|  | Acutiramus bohemicus (210 cm)                                                                        |
|  | |

|  | Acutiramus macrophthalmus (200 cm) |
|  |                                    |
|  | Acutiramus bohemicus (210 cm)      |
|  |                                    |

|  | Erettopterus waylandsmithi (en) (60 cm)                                                                       |
|  | |
|  | Erettopterus osiliensis (en) (90 cm)                                                                          |
|  | |
|  | \| \| Erettopterus serricaudatus (en) (60 cm) \| \| \| \| \| \| Erettopterus bilobus (en) (70 cm) \| \| \| \| |
|  | |
|  | Erettopterus serricaudatus (en) (60 cm)                                                                       |
|  | |
|  | Erettopterus bilobus (en) (70 cm)                                                                             |
|  | |

|  | Erettopterus serricaudatus (en) (60 cm) |
|  |                                         |
|  | Erettopterus bilobus (en) (70 cm)       |
|  |                                         |

|  | Jaekelopterus rhenaniae (250 cm)                                                                     |
|  | |
|  | \| \| Acutiramus macrophthalmus (200 cm) \| \| \| \| \| \| Acutiramus bohemicus (210 cm) \| \| \| \| |
|  | |
|  | Acutiramus macrophthalmus (200 cm)                                                                   |
|  | |
|  | Acutiramus bohemicus (210 cm)                                                                        |
|  | |

|  | Acutiramus macrophthalmus (200 cm) |
|  |                                    |
|  | Acutiramus bohemicus (210 cm)      |
|  |                                    |

|  | Jaekelopterus rhenaniae (250 cm)                                                                     |
|  | |
|  | \| \| Acutiramus macrophthalmus (200 cm) \| \| \| \| \| \| Acutiramus bohemicus (210 cm) \| \| \| \| |
|  | |
|  | Acutiramus macrophthalmus (200 cm)                                                                   |
|  | |
|  | Acutiramus bohemicus (210 cm)                                                                        |
|  | |

|  | Acutiramus macrophthalmus (200 cm) |
|  |                                    |
|  | Acutiramus bohemicus (210 cm)      |
|  |                                    |

|  | Erettopterus waylandsmithi (en) (60 cm)                                                                       |
|  | |
|  | Erettopterus osiliensis (en) (90 cm)                                                                          |
|  | |
|  | \| \| Erettopterus serricaudatus (en) (60 cm) \| \| \| \| \| \| Erettopterus bilobus (en) (70 cm) \| \| \| \| |
|  | |
|  | Erettopterus serricaudatus (en) (60 cm)                                                                       |
|  | |
|  | Erettopterus bilobus (en) (70 cm)                                                                             |
|  | |

|  | Erettopterus serricaudatus (en) (60 cm) |
|  |                                         |
|  | Erettopterus bilobus (en) (70 cm)       |
|  |                                         |

|  | Jaekelopterus rhenaniae (250 cm)                                                                     |
|  | |
|  | \| \| Acutiramus macrophthalmus (200 cm) \| \| \| \| \| \| Acutiramus bohemicus (210 cm) \| \| \| \| |
|  | |
|  | Acutiramus macrophthalmus (200 cm)                                                                   |
|  | |
|  | Acutiramus bohemicus (210 cm)                                                                        |
|  | |

|  | Acutiramus macrophthalmus (200 cm) |
|  |                                    |
|  | Acutiramus bohemicus (210 cm)      |
|  |                                    |

|  | Jaekelopterus rhenaniae (250 cm)                                                                     |
|  | |
|  | \| \| Acutiramus macrophthalmus (200 cm) \| \| \| \| \| \| Acutiramus bohemicus (210 cm) \| \| \| \| |
|  | |
|  | Acutiramus macrophthalmus (200 cm)                                                                   |
|  | |
|  | Acutiramus bohemicus (210 cm)                                                                        |
|  | |

|  | Acutiramus macrophthalmus (200 cm) |
|  |                                    |
|  | Acutiramus bohemicus (210 cm)      |
|  |                                    |

|  | Erettopterus waylandsmithi (en) (60 cm)                                                                       |
|  | |
|  | Erettopterus osiliensis (en) (90 cm)                                                                          |
|  | |
|  | \| \| Erettopterus serricaudatus (en) (60 cm) \| \| \| \| \| \| Erettopterus bilobus (en) (70 cm) \| \| \| \| |
|  | |
|  | Erettopterus serricaudatus (en) (60 cm)                                                                       |
|  | |
|  | Erettopterus bilobus (en) (70 cm)                                                                             |
|  | |

|  | Erettopterus serricaudatus (en) (60 cm) |
|  |                                         |
|  | Erettopterus bilobus (en) (70 cm)       |
|  |                                         |

|  | Jaekelopterus rhenaniae (250 cm)                                                                     |
|  | |
|  | \| \| Acutiramus macrophthalmus (200 cm) \| \| \| \| \| \| Acutiramus bohemicus (210 cm) \| \| \| \| |
|  | |
|  | Acutiramus macrophthalmus (200 cm)                                                                   |
|  | |
|  | Acutiramus bohemicus (210 cm)                                                                        |
|  | |

|  | Acutiramus macrophthalmus (200 cm) |
|  |                                    |
|  | Acutiramus bohemicus (210 cm)      |
|  |                                    |

|  | Jaekelopterus rhenaniae (250 cm)                                                                     |
|  | |
|  | \| \| Acutiramus macrophthalmus (200 cm) \| \| \| \| \| \| Acutiramus bohemicus (210 cm) \| \| \| \| |
|  | |
|  | Acutiramus macrophthalmus (200 cm)                                                                   |
|  | |
|  | Acutiramus bohemicus (210 cm)                                                                        |
|  | |

|  | Acutiramus macrophthalmus (200 cm) |
|  |                                    |
|  | Acutiramus bohemicus (210 cm)      |
|  |                                    |

|  | Erettopterus waylandsmithi (en) (60 cm)                                                                       |
|  | |
|  | Erettopterus osiliensis (en) (90 cm)                                                                          |
|  | |
|  | \| \| Erettopterus serricaudatus (en) (60 cm) \| \| \| \| \| \| Erettopterus bilobus (en) (70 cm) \| \| \| \| |
|  | |
|  | Erettopterus serricaudatus (en) (60 cm)                                                                       |
|  | |
|  | Erettopterus bilobus (en) (70 cm)                                                                             |
|  | |

|  | Erettopterus serricaudatus (en) (60 cm) |
|  |                                         |
|  | Erettopterus bilobus (en) (70 cm)       |
|  |                                         |

|  | Jaekelopterus rhenaniae (250 cm)                                                                     |
|  | |
|  | \| \| Acutiramus macrophthalmus (200 cm) \| \| \| \| \| \| Acutiramus bohemicus (210 cm) \| \| \| \| |
|  | |
|  | Acutiramus macrophthalmus (200 cm)                                                                   |
|  | |
|  | Acutiramus bohemicus (210 cm)                                                                        |
|  | |

|  | Acutiramus macrophthalmus (200 cm) |
|  |                                    |
|  | Acutiramus bohemicus (210 cm)      |
|  |                                    |

|  | Jaekelopterus rhenaniae (250 cm)                                                                     |
|  | |
|  | \| \| Acutiramus macrophthalmus (200 cm) \| \| \| \| \| \| Acutiramus bohemicus (210 cm) \| \| \| \| |
|  | |
|  | Acutiramus macrophthalmus (200 cm)                                                                   |
|  | |
|  | Acutiramus bohemicus (210 cm)                                                                        |
|  | |

|  | Acutiramus macrophthalmus (200 cm) |
|  |                                    |
|  | Acutiramus bohemicus (210 cm)      |
|  |                                    |

|  | Erettopterus waylandsmithi (en) (60 cm)                                                                       |
|  | |
|  | Erettopterus osiliensis (en) (90 cm)                                                                          |
|  | |
|  | \| \| Erettopterus serricaudatus (en) (60 cm) \| \| \| \| \| \| Erettopterus bilobus (en) (70 cm) \| \| \| \| |
|  | |
|  | Erettopterus serricaudatus (en) (60 cm)                                                                       |
|  | |
|  | Erettopterus bilobus (en) (70 cm)                                                                             |
|  | |

|  | Erettopterus serricaudatus (en) (60 cm) |
|  |                                         |
|  | Erettopterus bilobus (en) (70 cm)       |
|  |                                         |

|  | Jaekelopterus rhenaniae (250 cm)                                                                     |
|  | |
|  | \| \| Acutiramus macrophthalmus (200 cm) \| \| \| \| \| \| Acutiramus bohemicus (210 cm) \| \| \| \| |
|  | |
|  | Acutiramus macrophthalmus (200 cm)                                                                   |
|  | |
|  | Acutiramus bohemicus (210 cm)                                                                        |
|  | |

|  | Acutiramus macrophthalmus (200 cm) |
|  |                                    |
|  | Acutiramus bohemicus (210 cm)      |
|  |                                    |

|  | Jaekelopterus rhenaniae (250 cm)                                                                     |
|  | |
|  | \| \| Acutiramus macrophthalmus (200 cm) \| \| \| \| \| \| Acutiramus bohemicus (210 cm) \| \| \| \| |
|  | |
|  | Acutiramus macrophthalmus (200 cm)                                                                   |
|  | |
|  | Acutiramus bohemicus (210 cm)                                                                        |
|  | |

|  | Acutiramus macrophthalmus (200 cm) |
|  |                                    |
|  | Acutiramus bohemicus (210 cm)      |
|  |                                    |

|  | Erettopterus waylandsmithi (en) (60 cm)                                                                       |
|  | |
|  | Erettopterus osiliensis (en) (90 cm)                                                                          |
|  | |
|  | \| \| Erettopterus serricaudatus (en) (60 cm) \| \| \| \| \| \| Erettopterus bilobus (en) (70 cm) \| \| \| \| |
|  | |
|  | Erettopterus serricaudatus (en) (60 cm)                                                                       |
|  | |
|  | Erettopterus bilobus (en) (70 cm)                                                                             |
|  | |

|  | Erettopterus serricaudatus (en) (60 cm) |
|  |                                         |
|  | Erettopterus bilobus (en) (70 cm)       |
|  |                                         |

|  | Jaekelopterus rhenaniae (250 cm)                                                                     |
|  | |
|  | \| \| Acutiramus macrophthalmus (200 cm) \| \| \| \| \| \| Acutiramus bohemicus (210 cm) \| \| \| \| |
|  | |
|  | Acutiramus macrophthalmus (200 cm)                                                                   |
|  | |
|  | Acutiramus bohemicus (210 cm)                                                                        |
|  | |

|  | Acutiramus macrophthalmus (200 cm) |
|  |                                    |
|  | Acutiramus bohemicus (210 cm)      |
|  |                                    |

|  | Jaekelopterus rhenaniae (250 cm)                                                                     |
|  | |
|  | \| \| Acutiramus macrophthalmus (200 cm) \| \| \| \| \| \| Acutiramus bohemicus (210 cm) \| \| \| \| |
|  | |
|  | Acutiramus macrophthalmus (200 cm)                                                                   |
|  | |
|  | Acutiramus bohemicus (210 cm)                                                                        |
|  | |

|  | Acutiramus macrophthalmus (200 cm) |
|  |                                    |
|  | Acutiramus bohemicus (210 cm)      |
|  |                                    |

|  | Erettopterus waylandsmithi (en) (60 cm)                                                                       |
|  | |
|  | Erettopterus osiliensis (en) (90 cm)                                                                          |
|  | |
|  | \| \| Erettopterus serricaudatus (en) (60 cm) \| \| \| \| \| \| Erettopterus bilobus (en) (70 cm) \| \| \| \| |
|  | |
|  | Erettopterus serricaudatus (en) (60 cm)                                                                       |
|  | |
|  | Erettopterus bilobus (en) (70 cm)                                                                             |
|  | |

|  | Erettopterus serricaudatus (en) (60 cm) |
|  |                                         |
|  | Erettopterus bilobus (en) (70 cm)       |
|  |                                         |

|  | Jaekelopterus rhenaniae (250 cm)                                                                     |
|  | |
|  | \| \| Acutiramus macrophthalmus (200 cm) \| \| \| \| \| \| Acutiramus bohemicus (210 cm) \| \| \| \| |
|  | |
|  | Acutiramus macrophthalmus (200 cm)                                                                   |
|  | |
|  | Acutiramus bohemicus (210 cm)                                                                        |
|  | |

|  | Acutiramus macrophthalmus (200 cm) |
|  |                                    |
|  | Acutiramus bohemicus (210 cm)      |
|  |                                    |

|  | Jaekelopterus rhenaniae (250 cm)                                                                     |
|  | |
|  | \| \| Acutiramus macrophthalmus (200 cm) \| \| \| \| \| \| Acutiramus bohemicus (210 cm) \| \| \| \| |
|  | |
|  | Acutiramus macrophthalmus (200 cm)                                                                   |
|  | |
|  | Acutiramus bohemicus (210 cm)                                                                        |
|  | |

|  | Acutiramus macrophthalmus (200 cm) |
|  |                                    |
|  | Acutiramus bohemicus (210 cm)      |
|  |                                    |

|  | Erettopterus waylandsmithi (en) (60 cm)                                                                       |
|  | |
|  | Erettopterus osiliensis (en) (90 cm)                                                                          |
|  | |
|  | \| \| Erettopterus serricaudatus (en) (60 cm) \| \| \| \| \| \| Erettopterus bilobus (en) (70 cm) \| \| \| \| |
|  | |
|  | Erettopterus serricaudatus (en) (60 cm)                                                                       |
|  | |
|  | Erettopterus bilobus (en) (70 cm)                                                                             |
|  | |

|  | Erettopterus serricaudatus (en) (60 cm) |
|  |                                         |
|  | Erettopterus bilobus (en) (70 cm)       |
|  |                                         |

|  | Jaekelopterus rhenaniae (250 cm)                                                                     |
|  | |
|  | \| \| Acutiramus macrophthalmus (200 cm) \| \| \| \| \| \| Acutiramus bohemicus (210 cm) \| \| \| \| |
|  | |
|  | Acutiramus macrophthalmus (200 cm)                                                                   |
|  | |
|  | Acutiramus bohemicus (210 cm)                                                                        |
|  | |

|  | Acutiramus macrophthalmus (200 cm) |
|  |                                    |
|  | Acutiramus bohemicus (210 cm)      |
|  |                                    |

|  | Jaekelopterus rhenaniae (250 cm)                                                                     |
|  | |
|  | \| \| Acutiramus macrophthalmus (200 cm) \| \| \| \| \| \| Acutiramus bohemicus (210 cm) \| \| \| \| |
|  | |
|  | Acutiramus macrophthalmus (200 cm)                                                                   |
|  | |
|  | Acutiramus bohemicus (210 cm)                                                                        |
|  | |

|  | Acutiramus macrophthalmus (200 cm) |
|  |                                    |
|  | Acutiramus bohemicus (210 cm)      |
|  |                                    |

|  | Erettopterus waylandsmithi (en) (60 cm)                                                                       |
|  | |
|  | Erettopterus osiliensis (en) (90 cm)                                                                          |
|  | |
|  | \| \| Erettopterus serricaudatus (en) (60 cm) \| \| \| \| \| \| Erettopterus bilobus (en) (70 cm) \| \| \| \| |
|  | |
|  | Erettopterus serricaudatus (en) (60 cm)                                                                       |
|  | |
|  | Erettopterus bilobus (en) (70 cm)                                                                             |
|  | |

|  | Erettopterus serricaudatus (en) (60 cm) |
|  |                                         |
|  | Erettopterus bilobus (en) (70 cm)       |
|  |                                         |

|  | Jaekelopterus rhenaniae (250 cm)                                                                     |
|  | |
|  | \| \| Acutiramus macrophthalmus (200 cm) \| \| \| \| \| \| Acutiramus bohemicus (210 cm) \| \| \| \| |
|  | |
|  | Acutiramus macrophthalmus (200 cm)                                                                   |
|  | |
|  | Acutiramus bohemicus (210 cm)                                                                        |
|  | |

|  | Acutiramus macrophthalmus (200 cm) |
|  |                                    |
|  | Acutiramus bohemicus (210 cm)      |
|  |                                    |

|  | Jaekelopterus rhenaniae (250 cm)                                                                     |
|  | |
|  | \| \| Acutiramus macrophthalmus (200 cm) \| \| \| \| \| \| Acutiramus bohemicus (210 cm) \| \| \| \| |
|  | |
|  | Acutiramus macrophthalmus (200 cm)                                                                   |
|  | |
|  | Acutiramus bohemicus (210 cm)                                                                        |
|  | |

|  | Acutiramus macrophthalmus (200 cm) |
|  |                                    |
|  | Acutiramus bohemicus (210 cm)      |
|  |                                    |

|  | Erettopterus waylandsmithi (en) (60 cm)                                                                       |
|  | |
|  | Erettopterus osiliensis (en) (90 cm)                                                                          |
|  | |
|  | \| \| Erettopterus serricaudatus (en) (60 cm) \| \| \| \| \| \| Erettopterus bilobus (en) (70 cm) \| \| \| \| |
|  | |
|  | Erettopterus serricaudatus (en) (60 cm)                                                                       |
|  | |
|  | Erettopterus bilobus (en) (70 cm)                                                                             |
|  | |

|  | Erettopterus serricaudatus (en) (60 cm) |
|  |                                         |
|  | Erettopterus bilobus (en) (70 cm)       |
|  |                                         |

|  | Jaekelopterus rhenaniae (250 cm)                                                                     |
|  | |
|  | \| \| Acutiramus macrophthalmus (200 cm) \| \| \| \| \| \| Acutiramus bohemicus (210 cm) \| \| \| \| |
|  | |
|  | Acutiramus macrophthalmus (200 cm)                                                                   |
|  | |
|  | Acutiramus bohemicus (210 cm)                                                                        |
|  | |

|  | Acutiramus macrophthalmus (200 cm) |
|  |                                    |
|  | Acutiramus bohemicus (210 cm)      |
|  |                                    |

|  | Jaekelopterus rhenaniae (250 cm)                                                                     |
|  | |
|  | \| \| Acutiramus macrophthalmus (200 cm) \| \| \| \| \| \| Acutiramus bohemicus (210 cm) \| \| \| \| |
|  | |
|  | Acutiramus macrophthalmus (200 cm)                                                                   |
|  | |
|  | Acutiramus bohemicus (210 cm)                                                                        |
|  | |

|  | Acutiramus macrophthalmus (200 cm) |
|  |                                    |
|  | Acutiramus bohemicus (210 cm)      |
|  |                                    |

|  | Erettopterus waylandsmithi (en) (60 cm)                                                                       |
|  | |
|  | Erettopterus osiliensis (en) (90 cm)                                                                          |
|  | |
|  | \| \| Erettopterus serricaudatus (en) (60 cm) \| \| \| \| \| \| Erettopterus bilobus (en) (70 cm) \| \| \| \| |
|  | |
|  | Erettopterus serricaudatus (en) (60 cm)                                                                       |
|  | |
|  | Erettopterus bilobus (en) (70 cm)                                                                             |
|  | |

|  | Erettopterus serricaudatus (en) (60 cm) |
|  |                                         |
|  | Erettopterus bilobus (en) (70 cm)       |
|  |                                         |

|  | Jaekelopterus rhenaniae (250 cm)                                                                     |
|  | |
|  | \| \| Acutiramus macrophthalmus (200 cm) \| \| \| \| \| \| Acutiramus bohemicus (210 cm) \| \| \| \| |
|  | |
|  | Acutiramus macrophthalmus (200 cm)                                                                   |
|  | |
|  | Acutiramus bohemicus (210 cm)                                                                        |
|  | |

|  | Acutiramus macrophthalmus (200 cm) |
|  |                                    |
|  | Acutiramus bohemicus (210 cm)      |
|  |                                    |

|  | Jaekelopterus rhenaniae (250 cm)                                                                     |
|  | |
|  | \| \| Acutiramus macrophthalmus (200 cm) \| \| \| \| \| \| Acutiramus bohemicus (210 cm) \| \| \| \| |
|  | |
|  | Acutiramus macrophthalmus (200 cm)                                                                   |
|  | |
|  | Acutiramus bohemicus (210 cm)                                                                        |
|  | |

|  | Acutiramus macrophthalmus (200 cm) |
|  |                                    |
|  | Acutiramus bohemicus (210 cm)      |
|  |                                    |

|  | Erettopterus waylandsmithi (en) (60 cm)                                                                       |
|  | |
|  | Erettopterus osiliensis (en) (90 cm)                                                                          |
|  | |
|  | \| \| Erettopterus serricaudatus (en) (60 cm) \| \| \| \| \| \| Erettopterus bilobus (en) (70 cm) \| \| \| \| |
|  | |
|  | Erettopterus serricaudatus (en) (60 cm)                                                                       |
|  | |
|  | Erettopterus bilobus (en) (70 cm)                                                                             |
|  | |

|  | Erettopterus serricaudatus (en) (60 cm) |
|  |                                         |
|  | Erettopterus bilobus (en) (70 cm)       |
|  |                                         |

|  | Jaekelopterus rhenaniae (250 cm)                                                                     |
|  | |
|  | \| \| Acutiramus macrophthalmus (200 cm) \| \| \| \| \| \| Acutiramus bohemicus (210 cm) \| \| \| \| |
|  | |
|  | Acutiramus macrophthalmus (200 cm)                                                                   |
|  | |
|  | Acutiramus bohemicus (210 cm)                                                                        |
|  | |

|  | Acutiramus macrophthalmus (200 cm) |
|  |                                    |
|  | Acutiramus bohemicus (210 cm)      |
|  |                                    |

|  | Jaekelopterus rhenaniae (250 cm)                                                                     |
|  | |
|  | \| \| Acutiramus macrophthalmus (200 cm) \| \| \| \| \| \| Acutiramus bohemicus (210 cm) \| \| \| \| |
|  | |
|  | Acutiramus macrophthalmus (200 cm)                                                                   |
|  | |
|  | Acutiramus bohemicus (210 cm)                                                                        |
|  | |

|  | Acutiramus macrophthalmus (200 cm) |
|  |                                    |
|  | Acutiramus bohemicus (210 cm)      |
|  |                                    |

## Paléobiologie

### Gigantisme

Taille comparée de J. rhenaniae (en bleue clair) et de J. howelli (bleue foncée) par rapport à un humain.

Les euryptérides du groupe des ptérygotidés comprennent bon nombre des plus grands représentants connus, tels qu’Acutiramus et Pterygotus. Plusieurs facteurs sont suggérés qui pourraient avoir contribué à la taille non précédé de Jaekelopterus, de ses proches parents et à d'autres grands invertébrés du Paléozoïque, tels que la prédation, le comportement de parade nuptiale, la compétition et les ressources environnementales.
Des facteurs tels que la respiration, les coûts énergétiques de la mue, la locomotion et les propriétés réelles de l'exosquelette limitent la taille des arthropodes. Outre les pinces robustes et fortement sclérifiées, la plupart des grands segments corporels préservés des ptérygotidés sont minces et non minéralisés. Même les tergites et les sternites (les plaques qui forment la surface des segments abdominaux) sont généralement conservés sous forme de compressions fines comme du papier, ce qui suggère que les ptérygotidés auraient été de construction très légère. Des adaptations semblables peuvent être observées chez d'autres arthropodes comparables du Paléozoïque, tels que le mille-pattes diplopode Arthropleura, et il est suggéré qu'elles sont vitales pour l'évolution de la taille des arthropodes imposants. Une construction légère diminue l’influence des facteurs qui limitent la taille corporelle.
Bien qu'incarnant les plus grands arthropodes connues, la construction légère de Jaekelopterus et d'autres ptérygotidés signifie qu'ils ne furent probablement pas les plus lourds. D'autres euryptérides imposants, en particulier les formes marchantes de la famille des Hibbertopteridae, comme le genre type Hibbertopterus, mesurant de près de 2 m de long, pourraient avoir rivalisé en poids avec les ptérygotidés et aux autres grands arthropodes, voire les avoir dépassés.
Le paléontologue américain Alexander Kaiser et le paléontologue sud-africain Jaco Klok suggèrent en 2008 que les estimations proposées d'une telle taille chez Jaekelopterus sont exagérées, notant que les estimations de taille supposent que les proportions relatives entre les chélicères et la longueur du corps resteraient les mêmes à mesure que l'animal mûrissait. Les denticules (les dentelures des pinces) sont observés comme présentant une allométrie positive (étant proportionnellement plus grandes chez les spécimens plus grands), ce qui, selon Kaiser et Klok, aurait pu se produire dans l'ensemble des chélicères. De plus, les plus grands coxa (segments de membres) trouvés chez la même espèce mesurent 27 cm de large, suggérant une longueur totale maximale du corps de seulement 1,8 m. L'allométrie positive n'est pas démontrée chez les chélicères dans leur ensemble chez aucun autre genre d'euryptérides, incluant chez les plus proches parents de Jaekelopterus. Il existe également des spécimens non décrits de J. rhenaniae ayant des proportions similaires à celles la plus grande chélicère connu, incluant une autre chélicère trouvée dans les mêmes strates de la formation de Klerf (en). De l'avis de Braddy, Poschmann et Tetlie, qui répondent à l'étude Kaiser et Klok publiée la même année, les estimations de taille aux alentours de 2,5 m de long restent les estimations les plus précises de la taille maximale de cette espèce à ce jour.

### Ontogenèse

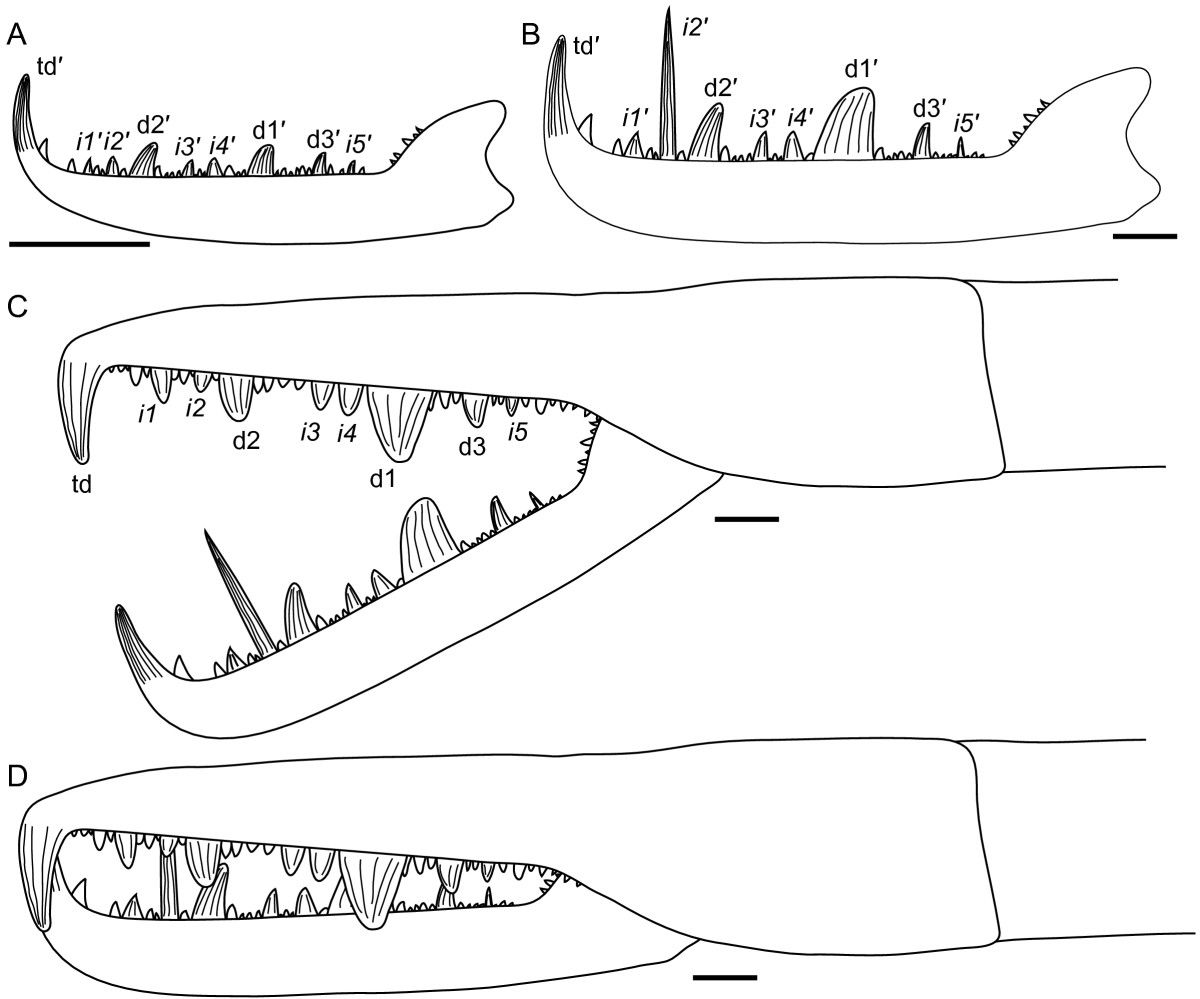
Croquis de divers chélicères de J. howelli : A, un rameau isolée d'un juvénile ; B, un rameau isolée d'un adulte ; et C – D, des rameaux articulées et fixes provenant d'adultes.

Comme tous les autres arthropodes, les euryptérides grandissaient à travers une séquence d'étapes appelées « stades (en) »,qui consistent en des périodes d'exuviation suivies d'une croissance rapide. Contrairement à de nombreux arthropodes, tels que les insectes et les crustacés, les chélicérates (le groupe auquel appartiennent les euryptérides comme Jaekelopterus, aux côtés d'autres organismes tels que les limules, les pycnogonides et les arachnides) sont généralement des développeurs directs, ce qui signifie qu'il n'y a pas de changements morphologiques extrêmes après leur apparition lorsqu'ils éclosent. Les xiphosures existants éclosent sans l'ensemble complet des appendices opisthosomaux adultes (appendices attachés à l'opisthosome, les segments postérieurs du corps), mais les araignées existants sont des développeurs entièrement directs. Des études de spécimens fossiles de Strobilopterus (en) et Jaekelopterus suggèrent que l'ontogenèse des euryptérides serait largement parallèle à celle des limules modernes, mais que les euryptérides (comme les arachnides) furent de véritables développeurs directs, éclosant avec le même nombre d'appendices et de segments que les adultes.
Bien que plusieurs stades fossilisés de J. howelli soient connus, le statut fragmentaire et incomplet des spécimens rend difficile l'étude détaillée de leur ontogenèse. Malgré cela, des changements notables se produisent dans les chélicères, le telson et les métastomes. Quatre des spécimens de J. howelli étudiés par Lamsdell et Paul Selden en 2013 préservent les chélicères de manière suffisamment détaillée pour permettre l'étude des denticules. Ils supposent que deux de ces chélicères proviennent de juvénile et que deux proveniennent d’adultes. La morphologie des chélicères est similaire à tous les âges, avec la même disposition et le même nombre de denticules, mais il existe également des différences notables. En particulier, les denticules principaux augmentent en taille par rapport aux denticules intermédiaires, étant 1,5 fois la taille des denticules intermédiaires chez les juvéniles, mais jusqu'à 3,5 fois la taille des denticules intermédiaires chez les adultes. De plus, la denticule terminal est beaucoup plus grand et plus robuste chez les spécimens adultes que chez les juvéniles. Peut-être le plus extrême de tous, la deuxième denticule intermédiaire n'est pas différent en taille des autres denticules intermédiaires chez les juvéniles, mais il est massivement allongé chez les adultes, où il fait plus de deux fois la longueur de tout denticule principal. Bien qu'une telle croissance dans les denticules des ptérygotidés soit décrit dans d'autres genres, l'allongement massif du deuxième denticule intermédiaire au cours de l'ontogenèse est unique à Jaekelopterus, en particulier à J. howelli.
Le métastome de Jaekelopterus change de mensurations à mesure que l'animal grandit. Chez J. rhenaniae, la largeur relative du métastome diminue au cours de l'ontogenèse. Le métastome chez J. howelli est également plus large chez les juvéniles que chez les adultes, bien que les rapports longueur-largeur mesurés chez les juvéniles et les adultes ne soient pas aussi disparates tel qu'admis, étant de 1,43 chez les juvéniles et de 1,46 chez les adultes. Un tel changement dans les dimensions des métastomes est également noté dans d'autres genres d'euryptérides, tels que Stoermeropterus (en), Moselopterus (en) et Strobilopterus.

### Système visuelle

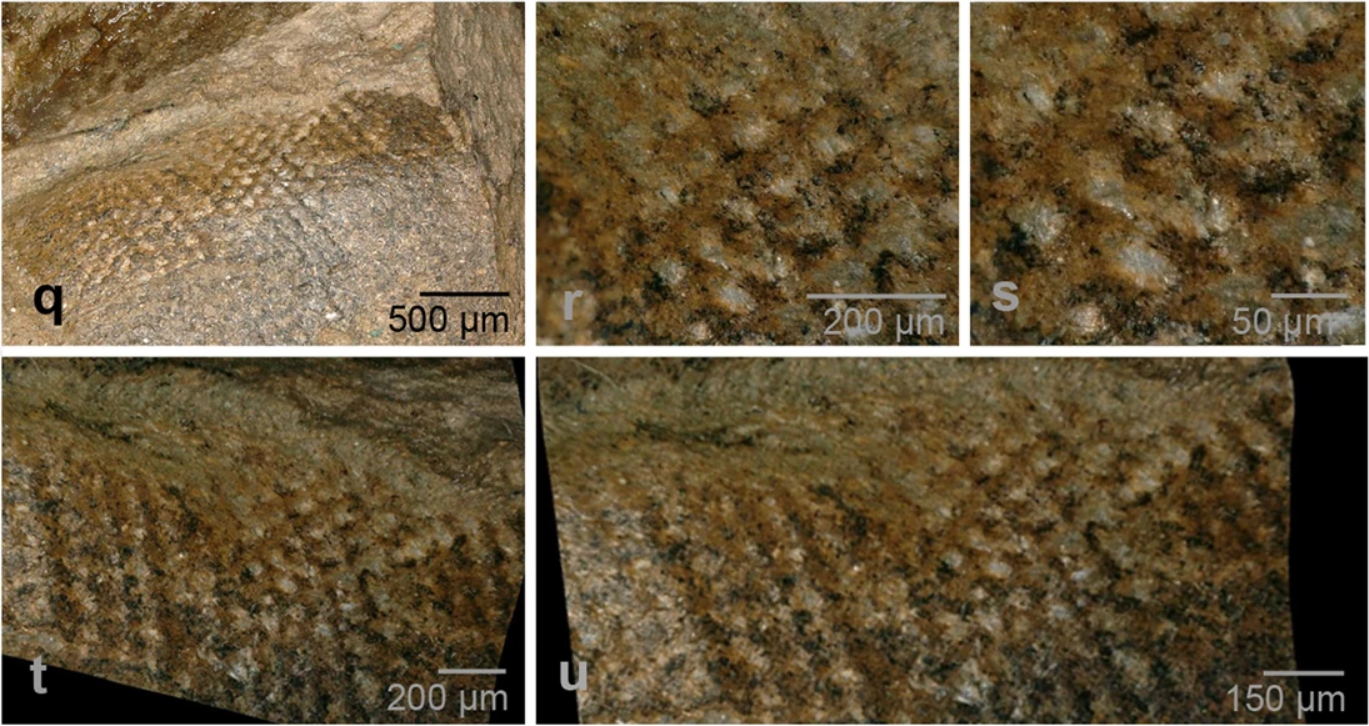
Exocones fossilisés (les cylindres de lentilles en forme de cône qui composent l'œil composé) de J. rhenaniae.

La morphologie chélicérale et l'acuité visuelle des ptérygotidés les séparent en groupes écologiques distincts. La principale méthode pour déterminer l'acuité visuelle chez les arthropodes consiste à déterminer le nombre de lentilles dans leurs yeux composés et l'angle interommatidial (abrégé IOA et faisant référence à l'angle entre les axes optiques des lentilles adjacentes). L'IOA est particulièrement importante car elle peut être utilisée pour distinguer différents rôles écologiques chez les arthropodes, étant faible chez les prédateurs arthropodes actifs modernes.
J. rhenaniae et Pterygotus anglicus avaient une acuité visuelle élevée, comme le suggèrent la faible IOA et les nombreuses lentilles de leurs yeux composés. D'autres études sur les yeux composés de spécimens fossilisés de J. rhenaniae, incluant un grand spécimen avec l'œil droit préservé et un petit spécimen probablement juvénile, confirment la haute acuité visuelle du genre. L'IOA moyenne globale de Jaekelopterus (0,87°) est comparable à celle des arthropodes prédateurs modernes. L'acuité visuelle de Jaekelopterus augmente avec l'âge, les spécimens plus petits ayant une vue relativement moins bonne. Ceci est cohérent avec d'autres ptérygotidés, tels qu’Acutiramus, et est interprété comme indiquant que les représentants adultes de Jaekelopterus vivaient dans des environnements plus sombres, comme dans des eaux plus profondes. Des traces de fossiles d'euryptérides soutiennent également une telle conclusion, indiquant que les euryptérides ont migraient vers des environnements proches du littoral pour s'accoupler et frayer.
Jaekelopterus avait un champ visuel se chevauchant frontalement, c'est-à-dire une vision stéréoscopique, typique des animaux prédateurs. Structurellement, les yeux des euryptérides sont presque identiques à ceux des limules. Le motif carré des cellules réceptrices dans les yeux composés de Jaekelopterus est également similaire, mais pas identique, au motif des limules, suggérant un système visuel spécialisé. Les photorécepteurs sont inhabituellement grands chez Jaekelopterus. À environ 70 µm, ils sont beaucoup plus gros que ceux des humains (1 à 2 µm) et de la plupart des arthropodes (également de 1 à 2 µm), mais ils correspondent en taille à ceux des limules modernes.
Les yeux uniques des limules modernes sont très distincts des yeux des autres arthropodes modernes et permettent une perception accrue des bords et améliorent les contrastes, ce qui est important pour les animaux dans des conditions de lumière faible et dispersée. Comme les yeux de Jaekelopterus sont très similaires, l'animal avait probablement les mêmes adaptations. Avec ses yeux hautement spécialisés, Jaekelopterus était très bien adapté à son mode de vie prédateur.

## Paléoécologie

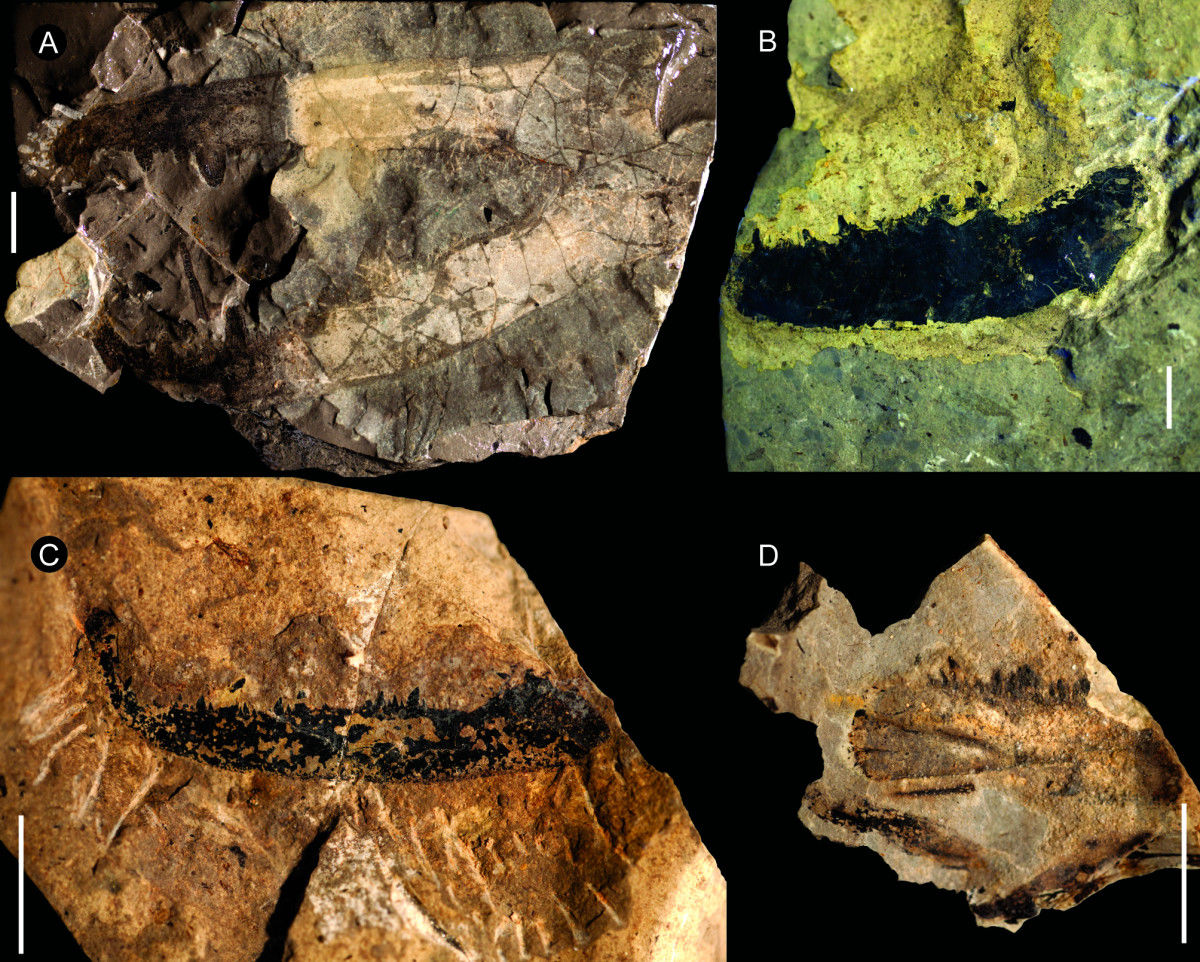
Chélicères fossiles de J. howelli.

La morphologie et la construction corporelle de Jaekelopterus et d'autres euryptérides de la famille des Pterygotidae suggèrent qu'ils furent adaptés à un mode de vie complètement aquatique. Braddy, Poschmann et Tetlie estiment dans une étude publiée en 2007 qu'il est très improbable qu'un arthropode de la taille et de la morphologie de Jaekelopterus soit capable de marcher sur la terre ferme. Les euryptérides tels que Jaekelopterus sont souvent surnommés sous le nom de « scorpions de mers », mais les gisements à partir desquels des fossiles de Jaekelopterus sont découverts suggèrent qu'ils vivaient dans des environnements aquatiques non marins. La formation de Beartooth Butte (en) dans le Wyoming, où les fossiles de J. howelli ont été découverts, est interprétée comme un environnement estuarien calme et peu profond. Cette espèce a été trouvée avec deux autres espèces d'euryptérides : Dorfopterus angusticollis (en) et Strobilopterus princetonii. Les sites fossilifères de Rhénanie, dont provient J. rhenaniae, sont également interprétés comme faisant partie d'un environnement aquatique peu profond, allant de l'eau saumâtre à l'eau douce.
Les chélicères de Jaekelopterus sont élargies, robustes et ont des rameaux librement incurvée et des denticules de différentes longueurs et tailles, toutes les adaptations qui correspondent à de fortes capacités de perforation et de préhension chez les scorpions et crustacés existants. Certaines blessures par perforation sur des fossiles du poisson sans machoire Lechriaspis patula (en) du Dévonien de l'actuel Utah furent probablement causées par J. howelli. Les dernières recherches indiquent que Jaekelopterus était un prédateur actif et visuel. À l'âge adulte, Jaekelopterus aurait été le superprédateur de son environnement et se serait probablement attaqué à des arthropodes plus petits (incluant en recourt le cannibalisme) et aux premiers vertébrés.
Prédateur puissant et actif, Jaekelopterus était probablement très agile et possédait une grande maniabilité. L'hydromécanique des pagaies et des telsons de Jaekelopterus et d'autres ptérygotidés suggèrent que tous les membres du groupe étaient capables de planer, de se déplacer vers l'avant et de tourner rapidement. Bien qu’il ne s’agisse pas nécessairement d’animaux à nage rapide, ils étaient probablement capables de poursuivre leurs proies dans des habitats tels que les lagunes et les estuaires,.